# WWE
La World Wrestling Entertainment, LLC, nata come Capitol Wrestling Corporation (1953-1963) e in seguito nota come World Wide Wrestling Federation (1963-1979) e World Wrestling Federation (1979-2002), è un'azienda statunitense di intrattenimento che si occupa principalmente di wrestling, oltre a film, musica, videogiochi e merchandising. Dal 2023 appartiene al gruppo Endeavor ed è quotata in borsa alla Borsa di New York.
L'inizio della storia della WWE risale al 1948, quando nacque la National Wrestling Alliance, un gruppo di federazioni indipendenti di wrestling che includeva anche la Capitol Sports, territorio degli Stati Uniti nord-orientali; essa fu fondata da Jess McMahon e Toots Mondt il 7 gennaio 1952 ed entrò ufficialmente a far parte del circuito della NWA nel 1953, rimanendovi inizialmente fino al 1963 e poi, di nuovo, dal 1971 al 1983. In seguito al distaccamento dalla NWA, McMahon rinominò la federazione in World Wide Wrestling Federation, poi accorciato in World Wrestling Federation. Dopo molti accordi commerciali nel corso degli anni ottanta e novanta, il 6 maggio 2002 divenne nota come World Wrestling Entertainment a causa di un contenzioso legale con il World Wildlife Fund, conosciuto con lo stesso acronimo. Il 7 aprile 2011 assunse la semplice denominazione di WWE, anche se il nome completo non fu mai ufficialmente cambiato.
Il quartier generale della WWE è situato nella città di Stamford (Connecticut), ma ci sono uffici anche a Los Angeles, New York, Miami, Mumbai, Shanghai, Singapore, Tokyo, Londra e Monaco di Baviera.
Al 2025, la WWE è la principale federazione di wrestling al mondo, i cui spettacoli televisivi raggiungono circa 650 milioni di case in tutto il globo e sono trasmessi in venticinque lingue in più di 180 paesi e dà inoltre vita a diversi eventi a pagamento, il più importante dei quali è WrestleMania, che si tiene ogni anno verso la fine del mese di marzo e l'inizio del mese di aprile, a cui precede di due giorni la cerimonia di introduzione nella Hall of Fame della WWE. Nel 2014 la WWE lancia il WWE Network, un servizio di streaming.
Così come altre federazioni di lotta americana, anche gli eventi della WWE sono basati sullo spettacolo e sull'intrattenimento, che si basa a sua volta su storie scritte a tavolino e su incontri di lotta predeterminati, sebbene questi includano mosse che possono causare reali infortuni se non eseguite correttamente. Di tutto ciò si occupano gli scrittori creativi, che sono divisi in due gruppi: coloro che si limitano a decidere i risultati degli incontri e delle faide sono noti con il termine di «booker» mentre coloro che scrivono le storie, i segmenti e la struttura di una rivalità sono noti con il termine di «writer» (scrittori) ed entrambi i gruppi fanno capo a un superiore, noto rispettivamente come «head booker» e «head writer». Della struttura degli incontri si occupano invece i produttori, noti anche con il termine di «road agent», insieme agli stessi atleti. Durante la prima divisione del proprio parco atleti anche l'intera squadra creativa della federazione venne ulteriormente divisa in gruppi, con uno che si occupava di scrivere Raw e l'altro di scrivere SmackDown!. Tutto ciò è stato riconosciuto per la prima volta nel 1989 da Vince McMahon (il proprietario della WWE sin dal 1980) per evitare di pagare le tasse dalle commissioni atletiche e sin dagli anni ottanta del XX secolo la WWE ha pubblicizzato il suo prodotto come «sport-spettacolo» (sports entertainment), riconoscendo quindi le radici del prodotto che risalgono tanto alle competizioni sportive quanto al teatro drammatico.

## Storia

### Capitol Wrestling Corporation Ltd. (1952–1963)

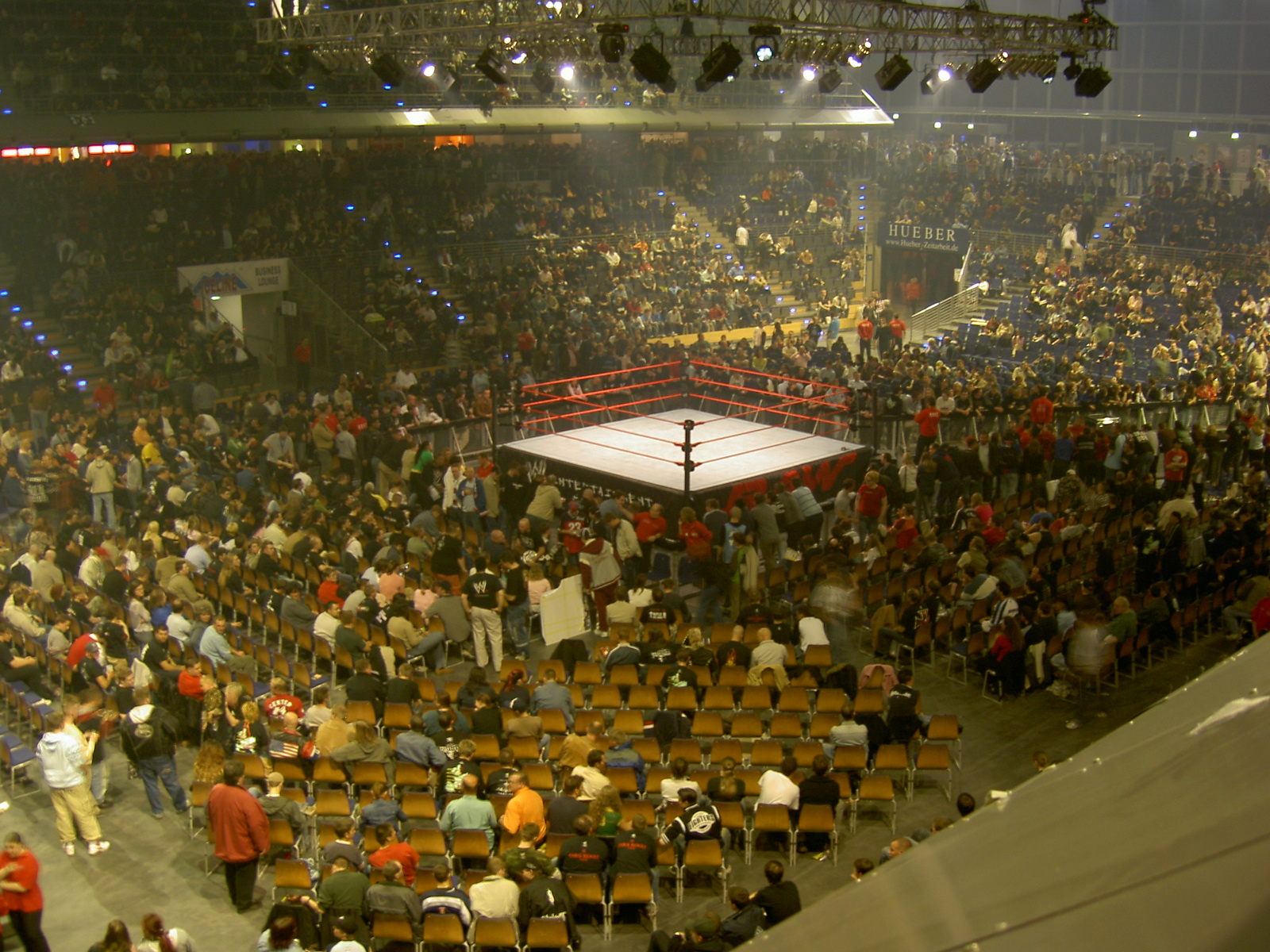
Un evento dal vivo della WWE

Negli anni dieci del XX secolo Jess McMahon, capostipite della famiglia McMahon, incominciò a organizzare incontri di pugilato, fra cui quello tra Jess Willard e Jack Johnson del 1915.
Negli anni successivi McMahon continuò a organizzare eventi di pugilato insieme a Tex Rickard. Il primo incontro organizzato dai due fu quello fra i due pesi leggeri Jack Delaney e Paul Berlenbach l'11 dicembre 1935. McMahon si occupò anche della produzione di concerti dal vivo. Qualche anno prima (intorno al 1920) Toots Mondt aveva creato un nuovo stile di lotta, chiamato Slam Bang Western-Style Wrestling, che combinava la lotta tradizionale con altri elementi tratti da pugilato, lotta greco-romana, lotta libera e teatro per rendere il prodotto più attraente per il pubblico. Quindi formò una propria federazione, gestita dal cosiddetto Gold Dust Trio, che mise sotto contratto molti importanti lottatori dell'epoca. Nonostante un grande successo dovuto alle rivoluzionarie innovazioni, screzi all'interno del trio portarono alla rapida morte della federazione.
Mondt dovette cercare l'aiuto di altri promotori per controllare il panorama del wrestling nella zona di New York e fra questi ci fu Jess McMahon. Dall'alleanza fra Jess McMahon e Toots Mondt nacque il 7 gennaio 1952 la Capitol Wrestling Corporation Ltd. (CWC). La federazione entrò nel circuito territoriale della National Wrestling Alliance nel 1953. Fu in questo periodo che Antonino Rocca divenne uno dei talenti cardine della federazione. A seguito della morte di Jess McMahon, questi fu sostituito dal figlio Vincent J. McMahon. La nuova coppia Mondt-McMahon riuscì in poco tempo a controllare circa il 70% delle decisioni NWA grazie al proprio grande bacino di utenza nel triangolo del Nordest, regione popolosa degli Stati Uniti che ha come estremi Pittsburgh, Washington e Maine. Nel 1956 la CWC firmò un contratto con WTTG Channel 5 per trasmettere in diretta i suoi eventi.

### World Wide Wrestling Federation (1963–1979)

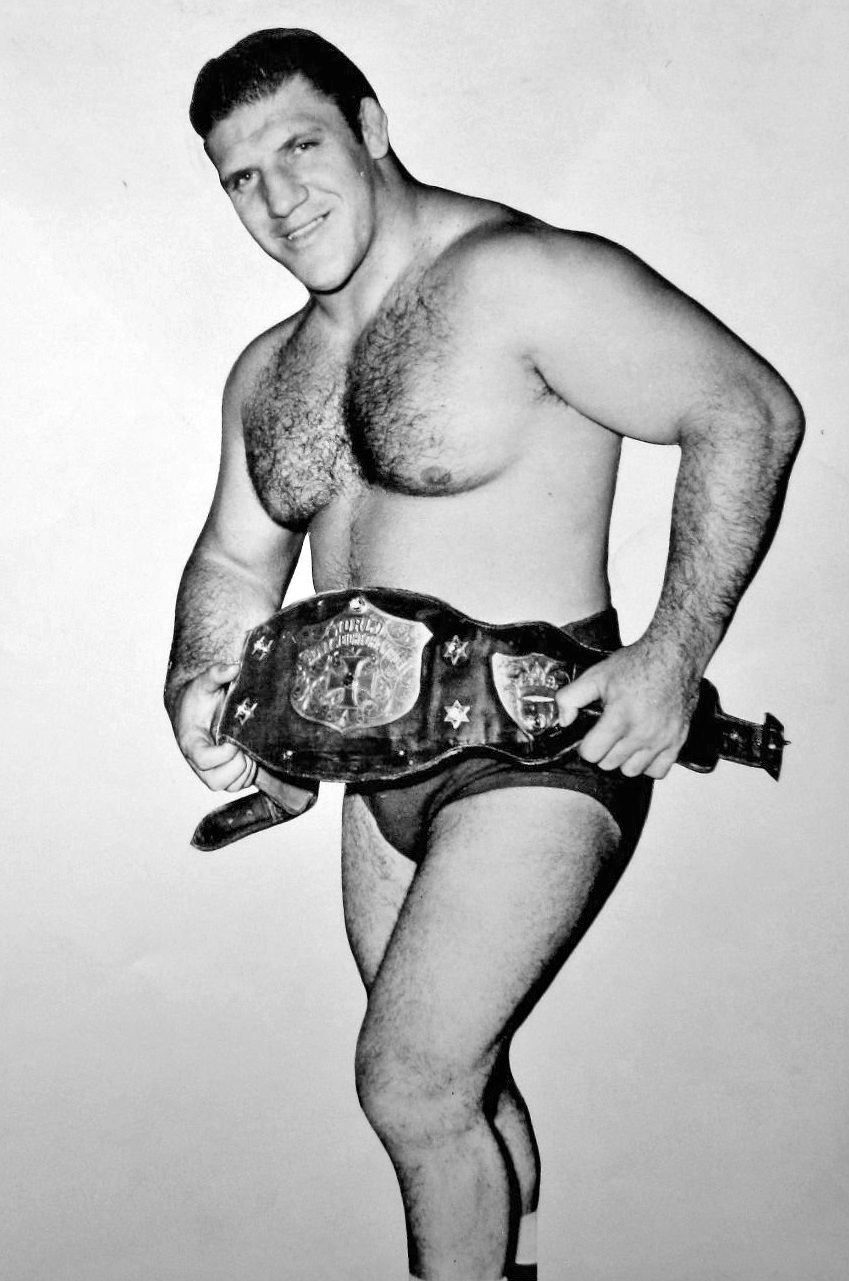
Bruno Sammartino, l'atleta di punta nel primo ventennio WWWF

Nel 1963 Buddy Rogers era il campione del mondo dei pesi massimi NWA ed era Mondt a decidere chi doveva sfidarlo, ma soprattutto dove doveva avere luogo questa sfida. La commissione della NWA non era soddisfatta di ciò, visto che spesso Mondt obbligava Rogers a combattere nel solo Nordest. I tempi erano maturi perché la federazione si staccasse dalla NWA e andasse per la propria strada, con Rogers che sarebbe dovuto diventare il perno della federazione, pertanto McMahon e Mondt gli chiesero di portare con sé la cintura NWA. Rogers però non era disposto a sacrificare il suo deposito di 25 000 dollari sulla cintura (in quegli anni i detentori della cintura dovevano pagare un deposito per sfavorire un'eventuale mancanza nei loro impegni da campioni). Il 24 gennaio 1963 Rogers perse quindi il titolo contro Lou Thesz a Toronto. Di conseguenza Mondt, McMahon e la CWC lasciarono la NWA, chiamando Rogers a prender parte al loro nuovo progetto, la World Wide Wrestling Federation (WWWF).
A metà aprile Rogers si vide assegnare il titolo mondiale dei pesi massimi WWWF dopo un torneo fittizio svolto a Rio de Janeiro in cui avrebbe sconfitto alla fine Antonino Rocca. Il 17 maggio seguente Rogers perse il titolo WWWF in un incontro contro Bruno Sammartino dopo aver subito la bear hug, presa di sottomissione e mossa finale di Sammartino. Mondt lasciò poi la federazione nella fine degli anni sessanta e la WWWF rientrò nella NWA nel 1971 come una federazione regionale, pertanto il titolo del mondo WWWF perse il suo stato di titolo nazionale e divenne un titolo regionale. Nel marzo 1979 la WWWF cambiò nuovamente nome, diventando la World Wrestling Federation (WWF). Il cambiamento era puramente estetico e nulla cambiò nella dirigenza o tra i dipendenti.

### World Wrestling Federation (1980–2002)

#### Golden Agee espansione televisiva (1980–1993)

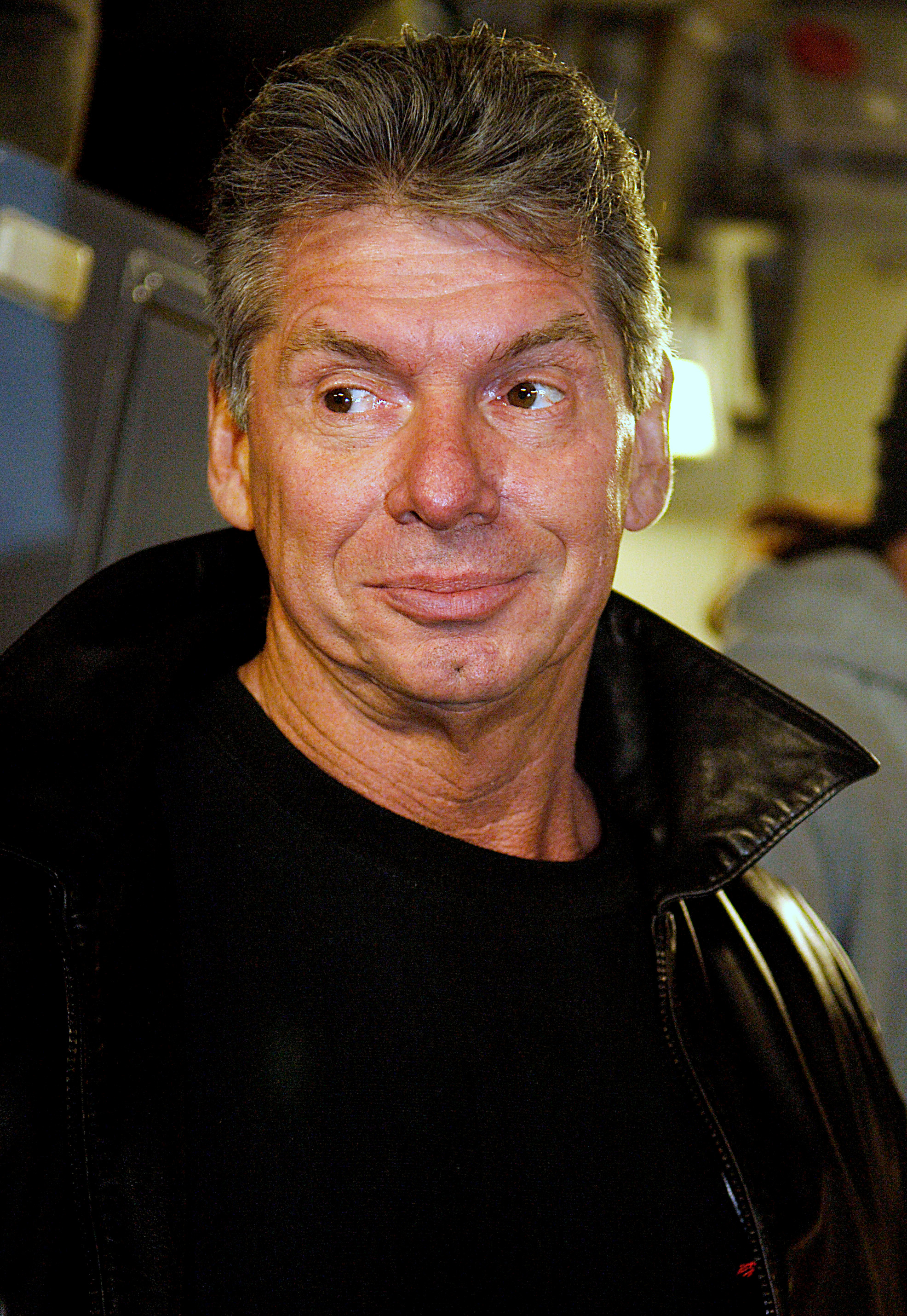
Vince McMahon divenne negli anni ottanta il nuovo proprietario della WWF

Nel 1980 Vince McMahon, figlio di Vincent J. McMahon, fondò la Titan Sports, Inc. e nel 1982 comprò la Capitol Sports da suo padre. Dopo aver scoperto all'età di dodici anni il ruolo di suo padre nel mondo del wrestling iniziò a essere costantemente coinvolto nell'ambiente. 
La mossa principale di McMahon fu mettere sotto contratto Hulk Hogan, che grazie alla sua apparizione in Rocky III aveva una notorietà nazionale che pochi altri potevano offrire. Insieme a Hogan vennero portati anche Roddy Piper, Jimmy Snuka, Don Muraco, Paul Orndorff, Greg Valentine, Ricky Steamboat, The Iron Sheik e Jesse Ventura, con quest'ultimo che però lottò raramente a causa di una malattia polmonare che lo portò al ritiro e divenne quindi commentatore insieme a Gorilla Monsoon. Sebbene nella WWF ci fosse già da anni André the Giant, uno dei lottatori più popolari all'epoca, era indubbiamente Hogan la stella principale della federazione e per molti anche la ragione principale dell'esplosione della WWF.

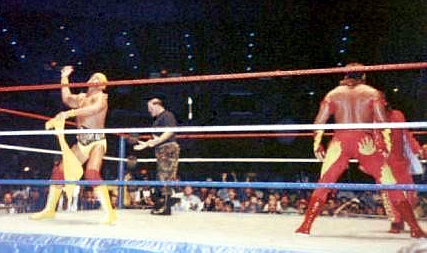
Hulk Hogan (a sinistra), Sgt. Slaughter (centro) e Brutus Beefcake (a destra) erano tra i pilastri del wrestling WWF degli anni '80

Nonostante il padre avesse sempre criticato l'idea di allargare il proprio orizzonte territoriale, McMahon iniziò un processo di espansione che cambiò radicalmente il wrestling. Cominciò col far trasmettere gli eventi della WWF in televisione in tutti gli Stati Uniti, ricevendo furiose critiche da altri promotori poiché uscì dalla tradizionale area della WWF, il Nordest. McMahon iniziò poi anche a vendere video degli eventi della WWF in tutta la nazione attraverso la sua compagnia di distribuzione nota come Coliseum Video. Infine iniziò a spendere i guadagni prodotti dalla pubblicità, dai contratti televisivi e dalle vendite di videocassette per mettere sotto contratto talenti di federazioni rivali. I promotori di tutta la nazione entrarono in competizione con la WWF.
La vera e propria rivoluzione iniziò con una delle più grandi idee di McMahon, ovvero WrestleMania. Il progetto di McMahon era quello di creare un evento a pagamento che potesse diventare col passare degli anni una sorta di Super Bowl del wrestling. L'idea di un evento così non era nuova nel Nord America in quanto la NWA organizzava Starrcade già da qualche anno e già suo padre aveva organizzato grandi eventi nello Shea Stadium poi trasmessi a pagamento. McMahon voleva però aumentare sempre di più la fetta di pubblico della WWF e con la prima edizione di WrestleMania la WWF strinse un accordo con MTV, dando vita a quella che fu definita l'era della Rock 'n' Wrestling Connection. McMahon invitò allora nella sua federazione celebrità come Muhammad Ali, Mr. T e Cyndi Lauper per aumentare la pubblicità per WrestleMania attirando l'attenzione dei mezzi di comunicazione di massa di tutti gli Stati Uniti.
Nel 1987 la WWF aumentò ancora il successo della compagnia producendo ciò che è stato considerato il picco dell'espansione del wrestling negli anni ottanta, ovvero WrestleMania III. In quello che fu presentato dalla WWF come il più grande incontro dello sport-spettacolo si sfidarono Hulk Hogan e André the Giant con in palio il titolo mondiale dei pesi massimi WWF detenuto da Hogan, la cui l'immagine che schiaccia André the Giant al suolo con una body slam è uno dei momenti simbolo dell'intera storia della WWF. Grazie a tale successo McMahon decise di aggiungere altri tre eventi annuali, uno per ogni stagione dell'anno, con le Survivor Series in autunno (prima edizione nel 1987), SummerSlam in estate (prima edizione nel 1988) e la Royal Rumble in inverno (prima edizione nel 1988). Le Survivor Series erano caratterizzate da incontri di squadra a eliminazione, la Royal Rumble aveva al centro l'omonimo incontro a 30 uomini e SummerSlam divenne l'evento principale dell'estate.
La prima edizione di WrestleMania datata 31 marzo 1985 fu un grande successo finanziario e coincise con debutto del cosiddetto sport-spettacolo (sports entertainment), il nuovo modo di intendere il wrestling da parte di McMahon. Tale era fu infatti piena di atleti che si presentavano come un personaggio stereotipato, facilmente riconoscibile e caratterizzante, simbolo di una professione (Il poliziotto, l'esattore delle tasse, il barbiere o il modello) o di un ideale (l'uomo da un milione di dollari e i tanti difensori della patria). Grazie a tale successo WrestleMania divenne un evento annuale da svolgersi fra marzo e aprile. L'uomo immagine di questa nuova era fu senz'altro Hulk Hogan, dotato di grande carisma e prestanza fisica. Oltre a Hogan iniziarono ad affermarsi altri atleti che facevano del fisico il loro punto forte, come The Ultimate Warrior e Randy Savage. Inoltre la WWF poteva vantare anche una corposa divisione tag team, con importanti coppie quali Rockers, Demolition, Hart Foundation, British Bulldogs e Fabulous Rougeaus. Questo periodo di massima popolarità venne caratterizzato da un aumento considerevole della promozione commerciale con l'obiettivo di rendere il wrestling uno sport-spettacolo celebre al livello di altre discipline sportive di popolarità mondiale, facendo uscire il wrestling da quella sorta di nicchia per soli appassionati generando così maggiori ricavi. Vennero quindi prodotte anche numerose serie di giocattoli destinati ai fan più giovani, come le serie di action figure degli atleti WWF prodotte prima dalla LJN (Wrestling Superstars) e poi dalla Hasbro (WWF Hasbro Action Figures), oltre a magliette, poster e altri prodotti commercializzati anche al di fuori degli Stati Uniti.
Genericamente WrestleMania VI (1º aprile 1990) è considerata la fine dell'era per una serie di ragioni in quanto fu l'ultima apparizione di André the Giant nella WWF, l'ultima apparizione di Nikolai Volkoff come cattivo (il suo turnface rifletteva la fine della guerra fredda) e soprattutto lo scontro fra Hulk Hogan e The Ultimate Warrior, l'unico lottatore che in quel periodo raggiunse livelli di popolarità pari a quelli di Hogan. La sconfitta pulita di Hogan segnò il passaggio di consegne al suo avversario, nuovo simbolo della federazione e della fine di un'intera era. Tuttavia The Ultimate Warrior non fu all'altezza delle aspettative e Hogan vinse il titolo mondiale altre tre volte nei tre anni successivi nonostante diversi annunci di ritiro.

#### New Generation (1993–1997)

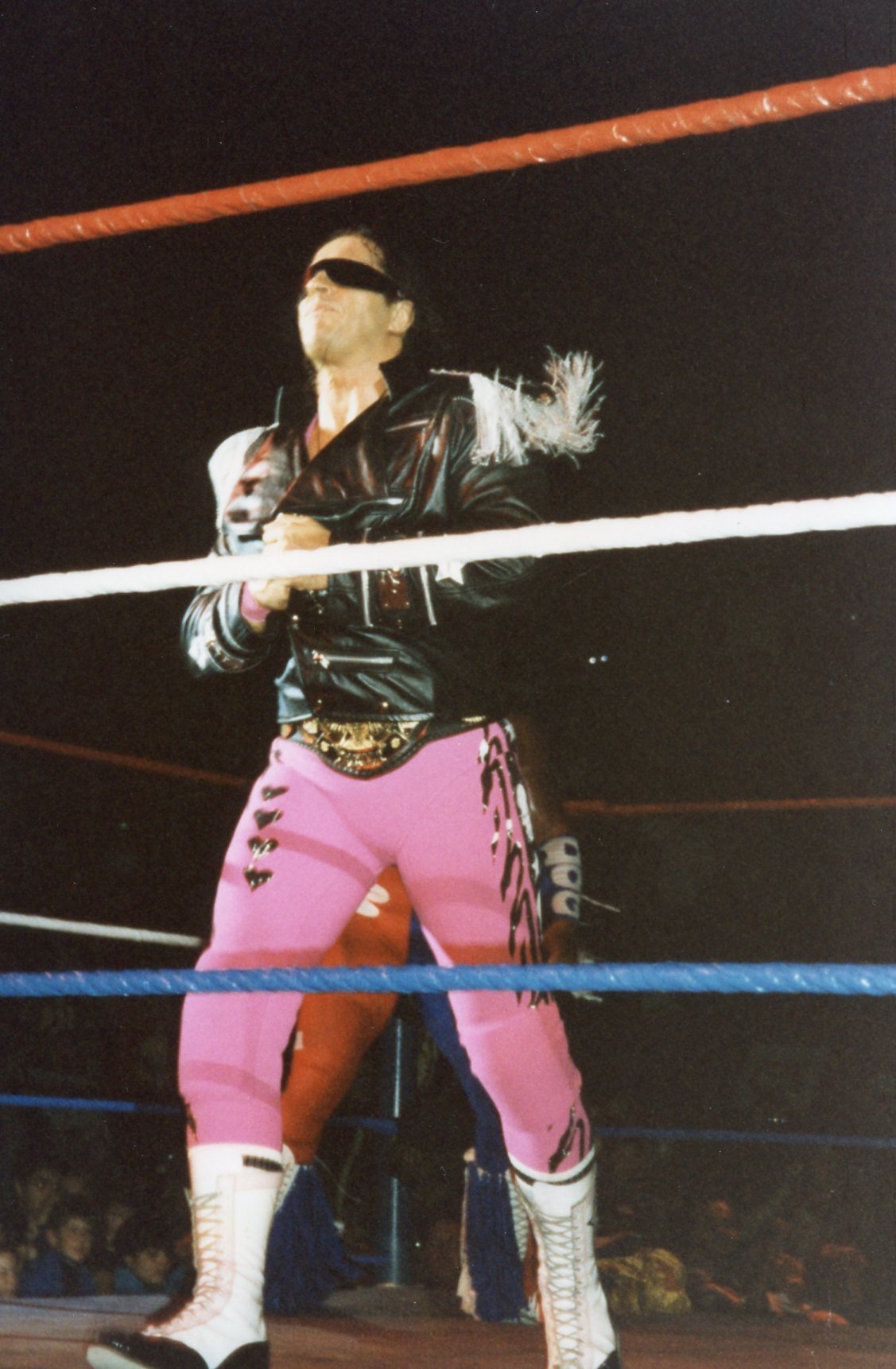
Bret Hart è stata di gran lunga la più grande star della New Generation Era e ha sconfitto Yokozuna riconquistando il WWF World Heavyweight Championship nel main event di WrestleMania X

La WWE entrò in un periodo di grande crisi quando McMahon e molti dipendenti della federazione vennero accusati di spaccio e abuso di steroidi nel 1993 e vi fu anche un'accusa per violenza sessuale, ma alla fine McMahon fu scagionato il 22 luglio 1994. Tuttavia la vicenda lasciò un segno molto profondo, con il processo che fece spendere alla WWF circa 5 milioni di dollari in un periodo in cui i redditi erano al minimo storico. Per risollevare economicamente la federazione McMahon tagliò di circa il 40% gli stipendi di molti atleti e membri del personale e del 50% nel caso di manager, tra cui Bobby Heenan e Jimmy Hart, che lasciarono entrambi la federazione. Molti dipendenti non accettarono questa situazione e decisero di lasciare la WWF. Tra il 1994 e il 1996 molti fra gli atleti cardine della federazione si accasarono alla nuova concorrente, la World Championship Wrestling di Ted Turner.
La WWF fu costretta a rivolgere la sua attenzione a quelli che fino a poco tempo prima erano lottatori di secondo piano. Per prendere distanza dai lottatori dalla grande stazza degli anni ottanta al centro dello scandalo steroidi diede infatti spazio maggiore a quelli più agili che facevano della loro tecnica il punto forte con un fisico meno imponente. Fu così che alcuni giovani talenti come Shawn Michaels, Bret Hart, Razor Ramon, Diesel, Hunter Hearst Helmsley e The Undertaker presero il posto delle stelle principali della WWF, giungendo a vincere i titoli più importanti della federazione. Nacque così la New Generation (nuova generazione). Per la WWF iniziò però un periodo di stasi a causa di storie molto blande e personaggi eccessivamente caratterizzati e fuori dalla realtà. I fan si erano infatti stancati degli anni ottanta e anche stelle come Hulk Hogan incominciarono a perdere il loro fascino, anche a causa dello scandalo steroidi. L'intero mondo del wrestling stava iniziando un lento processo di trasformazione.
Nel frattempo la WWF aveva rivoluzionato il panorama del wrestling televisivo col debutto del suo programma settimanale via cavo, Monday Night Raw. Dopo che Raw si dimostrò essere un grande successo la WCW nel 1995 rispose con Monday Nitro, programma via cavo posto nella stessa fascia oraria di Raw, destinato a provocare molte conseguenze negative per la WWF.

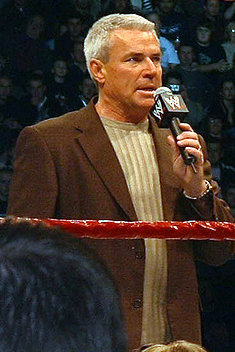
Eric Bischoff fu l'ideatore di Monday Nitro

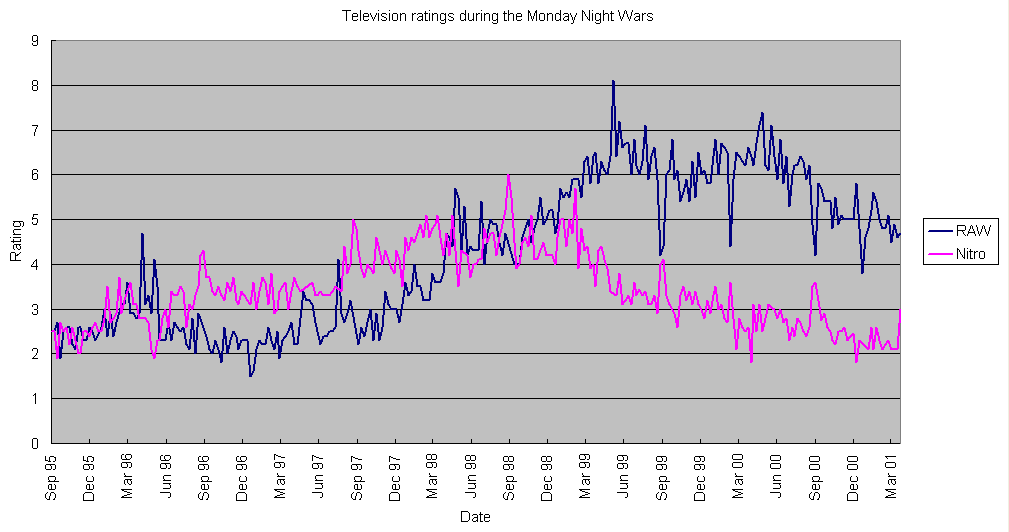
Grafico che indica gli ascolti di Raw e Nitro

Con la nascita di Nitro ebbe infatti inizio la cosiddetta Monday Night War, la guerra del lunedì sera, una sfida a suon di ascolti televisivi tra WWF e WCW, che occupavano entrambe la stessa fascia oraria con i rispettivi programmi. Da una parte Raw, cavallo di battaglia della WWF, dall'altra Nitro, spettacolo nuovo di zecca in onda su una rete di Turner, la TNT, ideato da Eric Bischoff, head booker e della WCW che coordinava gli addetti a decidere i risultati degli incontri. Se all'inizio la sfida risultava equilibrata, la situazione cambiò radicalmente dalla metà del 1996 quando grazie al carisma e alla grande notorietà dei wrestler provenienti dalla WWF, quali ad esempio Scott Hall e Kevin Nash, al nuovo stile di lotta dei pesi leggeri provenienti dal Giappone e dal Messico, al rivoluzionario New World Order e a decisioni molto azzardate, la WCW superò la sua rivale sia in popolarità sia negli ascolti. Per rimediare a un crollo degli ascolti televisivi che aumentava sempre di più la WWF dovette rispondere con una rivoluzione del prodotto che portò alla nascita della cosiddetta era Attitude.

#### Attitude Era (1997–2002)

##### L'inizio dell'Attitude Era (1997-1999)
Nella seconda metà degli anni novanta vi fu una nuova esplosione di popolarità nel mondo del wrestling. Le faide e i tipi di incontri sviluppati nella seconda metà degli anni novanta introdussero una nuova era nel wrestling. I fan della WWF iniziarono a sostenere i cattivi piuttosto che i buoni. Nonostante i cambiamenti rivoluzionari nello sport-spettacolo che la WWF introdusse, quest'ultima ebbe un pesante crollo finanziario, che portò la federazione molto vicina alla liquidazione. Intanto McMahon riuscì a trattenere Bret Hart dalle lusinghe della WCW. In assenza di Hart dopo WrestleMania XII, quando questi decise di prendersi una pausa di otto mesi, la WWF iniziò il grande lancio del controverso Steve Austin grazie anche all'incidente al Madison Square Garden a partire dal famoso discorso «Austin 3:16» pronunciato dopo aver vinto la finale dell'edizione 1996 del torneo King of the Ring contro Jake Roberts.
WrestleMania 13 vide Hart sconfiggere Austin in un incontro in cui l'unico modo per ottenere la vittoria è sottomettere l'avversario (submission match). McMahon incentrò le vicende principali della sua compagnia intorno a Hart, Austin e Shawn Michaels, con faide incrociate fra di loro per la maggior parte dell'anno. Nonostante Hart fosse uno dei wrestler più amati nella federazione, la dirigenza decise di farlo diventare cattivo con la rinascita dell'Hart Foundation in chiave anti-statunitense mentre Austin incominciò ad essere acclamato dai fan nonostante gli sforzi per dipingerlo come cattivo. Rocky Maivia entrò nella Nation of Domination dopo che i fan rifiutarono la sua immagine da buono mentre Shawn Michaels fondò la fazione di ribelli chiamata D-Generation X con Triple H e Chyna. Similmente al personaggio di Steve Austin, la DX era concepita come un gruppo che non si interessava di cosa i fan o gli altri atleti pensassero di loro. Michaels dichiarò successivamente che il concetto della DX fu introdotto dopo che egli stesso persuase McMahon a rendere il prodotto della compagnia più crudo. L'Hell in a Cell Match fra lo stesso Michaels e The Undertaker introdusse nuove norme di violenza mai raggiunti fino ad allora in WWF.
La rivalità fra WWF e WCW si ingarbugliò ancora di più quando in autunno la WCW offrì un contratto triennale di tre milioni di dollari all'anno a Bret Hart. Dopo diversi mesi di ristrettezze economiche McMahon era dubbioso sul da farsi e permise ad Hart di continuare le negoziazioni con la WCW. Nonostante la grande lealtà che Hart nutriva verso la WWF, questi accettò l'offerta della WCW. Hart era però ancora il campione WWF e McMahon incominciò ad organizzare un piano per far perdere a Hart la sua cintura prima del passaggio in WCW. Hart aveva in programma un incontro per il titolo mondiale contro Shawn Michaels nell'edizione di quell'anno di Survivor Series. Il contratto di Hart gli garantiva un certo controllo nella gestione del suo personaggio e sfruttando questa opportunità fece sapere alla dirigenza della WWF che avrebbe volentieri passato il testimone, ponendo solo due condizioni, ovvero che non avrebbe dovuto perdere il titolo né contro Michaels né davanti al suo pubblico canadese (Survivor Series si sarebbe svolto a Montréal). McMahon accettò la richiesta, ma non mantenne la parola data e si consumò così il controverso Screwjob di Montréal, a cui seguì l'immediato passaggio di Hart alla WCW. McMahon sfruttò l'odio che ne derivò nei suoi confronti da parte dei fan, dei critici e dei suoi stessi dipendenti con la creazione del personaggio di capo dispotico che favoriva i cattivi che erano buoni per l'azienda a dispetto dei buoni e inutili come Steve Austin.
Questo portò a una faida tra Austin e McMahon e tale scontro assieme alla sopraccitata D-Generation X, che aumentò la sua notorietà grazie all'ingresso temporaneo nel gruppo di Mike Tyson, portò alla creazione della nuova era Attitude, a volte anche nota come era di Austin poiché la WWE considera come data d'inizio di questa nuova era il 29 marzo 1998, giorno in cui Austin conquistò il titolo WWF contro Shawn Michaels a WrestleMania XIV, diventando il nuovo simbolo della federazione. Nonostante Nitro continuasse ad avere ascolti più alti di Raw, McMahon e i suoi non si diedero per vinti e i fatti gli diedero ragione e col tempo la nuova generazione iniziò ad appassionare sempre più i fan; Austin, The Rock, Mick Foley e la D-Generation X acquisirono una notorietà senza precedenti e diventarono il fulcro della nuova WWF e il simbolo del nuovo approccio al wrestling.
I cambiamenti della squadra creativa della WWF trasformarono il wrestling in una sorta di lotta da strada, con la WWF si scostò dal tipico prodotto per famiglie che era solita mandare in onda e iniziò a farcire i suoi programmi con maggiore violenza, rendendo il prodotto più adulto con uno stile definito «Crash TV». L'evoluzione degli incontri, sempre più brutali grazie alle nuove stipulazioni introdotte, era propedeutica all'aumento del pubblico. Fra i tipi di incontri più violenti spiccavano l'Hell in a Cell, che raggiunse l'apice di violenza con la sfida fra The Undertaker e Mankind e l'incontro Inferno introdotto da Kane sempre contro The Undertaker. Il processo di rinnovamento intrapreso non fu privo di critiche. Molte famiglie furono scioccate dalla violenza dei programmi dalla WWF. Inoltre vi fu molto sdegno, specialmente fra i gruppi femministi, per l'uso di donne succintamente vestite per attrarre spettatori. Ciò nonostante la WWF era la più interessante di sempre per i telespettatori e ciò portò alla sua ripresa.

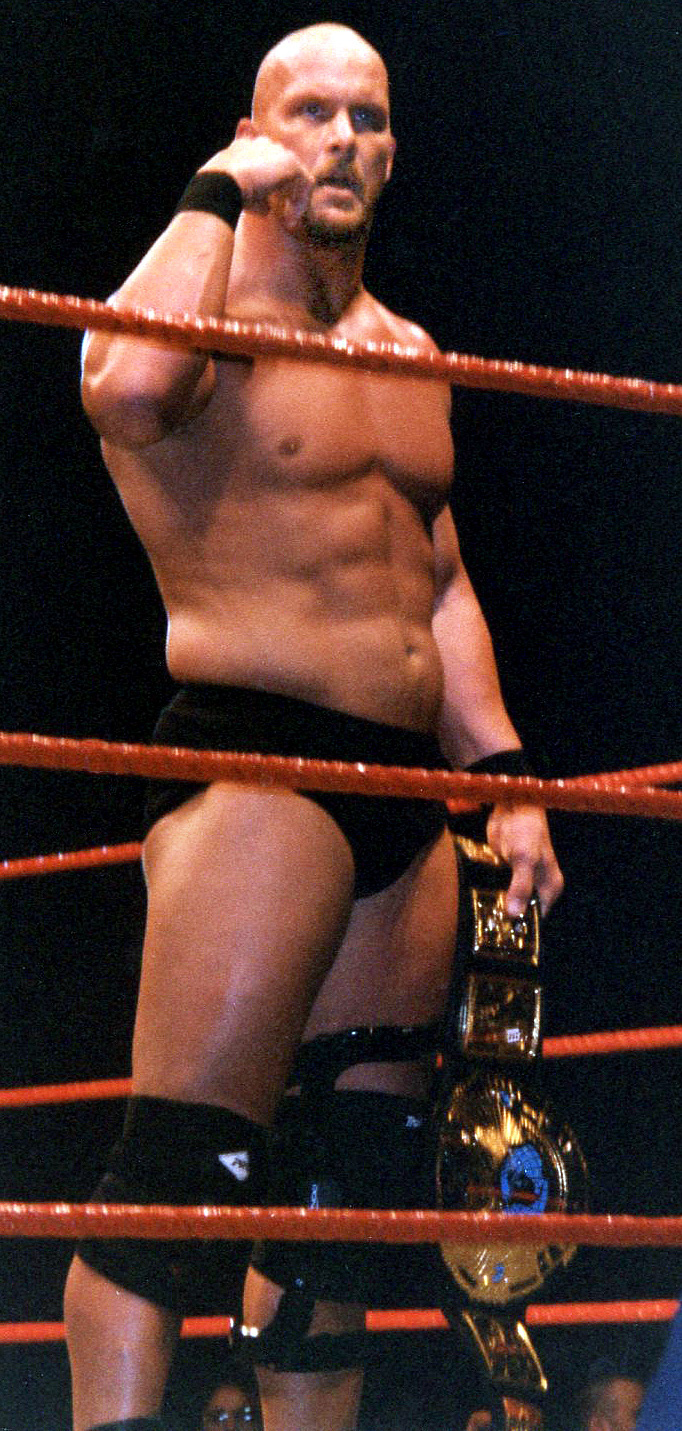
Steve Austin, volto della WWF durante l'era Attitude

Il 13 aprile 1998 Raw batté Nitro in termini di ascolti dopo 84 settimane grazie all'annuncio del match fra McMahon e Austin. Parallelamente le cose in WCW iniziarono a girare nel verso sbagliato a causa del numero eccessivo di primedonne, della decisione di puntare molto su persone che non sembravano avere molto a che fare con la disciplina (come ad esempio l'attore David Arquette, che vinse il titolo mondiale dei pesi massimi WCW) e alcune storie al limite dell'assurdo cominciarono a rendere sempre meno interessante il prodotto WCW. Il prodotto WWF tornò a essere il più seguito negli Stati Uniti.

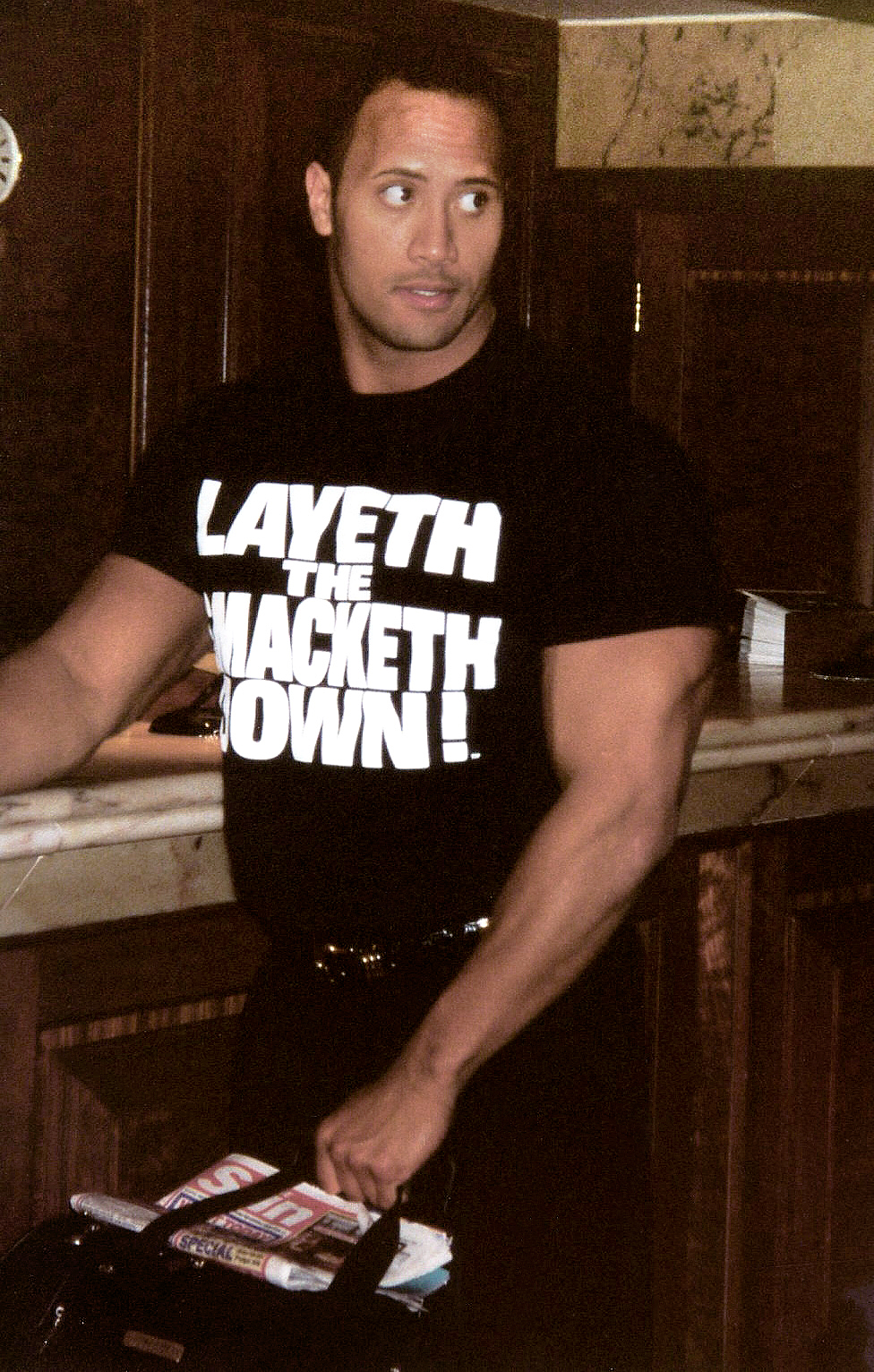
The Rock, altro grande esponente dell'era Attitude

Nel 2004 la WWE pubblicò un DVD intitolato The Monday Night War che racconta la battaglia tra le due federazioni. Anche in questo caso sono state molte le critiche piovute sulla WWE, attaccata per aver creato un lavoro completamente di parte che aveva come obiettivo quello di far sembrare la WWF nettamente superiore alla WCW.

##### La morte di Owen Hart (1999)
Il 23 maggio 1999 durante l'pay-per view Over the Edge Owen Hart morì cadendo da circa 16 metri sul ring. Hart interpretava il personaggio di Blue Blazer e avrebbe dovuto combattere un incontro contro The Godfather valido per il titolo intercontinentale. Hart avrebbe dovuto compiere un'entrata spettacolare calandosi con una corda dalla sommità dell'arena, ma il costume si impigliò nell'imbragatura e precipitò impattando dapprima contro un paletto del ring e poi rimbalzando sulle corde. I soccorsi furono tempestivi, ma inutili poiché Hart morì prima di arrivare all'ospedale.
La scena non andò in onda perché proprio in quel momento veniva trasmessa un'intervista pre-registrata di Hart, con il pubblico presente nell'arena che non capendo fino in fondo la situazione restò a guardare i soccorsi al lottatore mentre il pubblico a casa fu informato da Jim Ross di ciò che era avvenuto. Lo stesso Ross mise subito in chiaro che quanto accaduto era completamente reale. Si decise comunque di continuare l'evento perché secondo McMahon era quello che Owen avrebbe voluto.

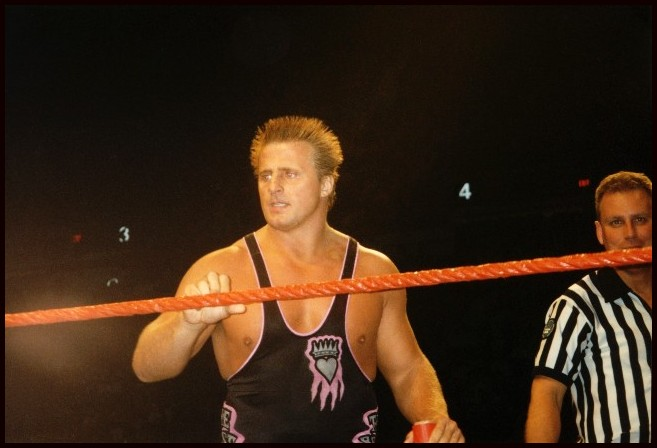
Owen Hart morì durante l'evento Over the Edge nel maggio 1999

Più avanti nel corso dell'evento un Jim Ross palesemente scosso annunciò al pubblico a casa la morte di Owen Hart con le seguenti parole: 
(Jim Ross)
Il pubblico dell'arena fu informato del decesso alla fine dell'evento. McMahon convocò una conferenza stampa e rivolse le sue condoglianze alla famiglia del lottatore.
Il giorno seguente la consueta puntata di Raw Is War fu trasformata in un tributo al lottatore scomparso e fu chiamata Raw Is Owen, venendo trasmessa dallo Kiel Center di Saint Louis. Molti lottatori ricordarono Hart nel corso della trasmissione, che terminò con Steve Austin intento in un ipotetico brindisi con una immagine proiettata di Hart sul grande schermo. Anche la WCW (federazione nella quale militava il fratello di Hart) lo salutò per l'ultima volta facendo risuonare per tre volte il suono di una campana.
Ci sono varie discussioni sulla documentazione dell'incidente in quanto esistono varie fotografie scattate dal pubblico che ritraggono gli attimi immediatamente successivi alla caduta e i primi soccorsi. Sono invece falsi tutti i video che girano da anni sul web che ritrarrebbero il momento della caduta. Tuttavia un video dell'accaduto registrato dalle varie telecamere della WWE esiste, ma non è stato mai reso pubblico.

##### La vittoria nella Monday Night War (1999-2001)

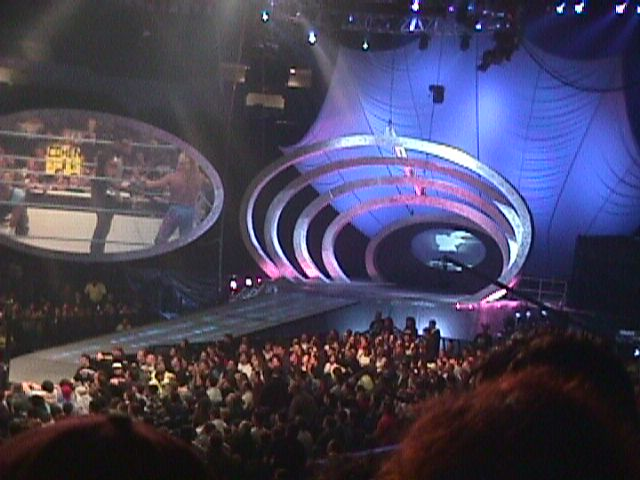
Una foto scattata durante SmackDownǃ, programma televisivo settimanale introdotto nel 1999

Il 29 aprile 1999 la WWF fece il suo ritorno su una televisione terrestre lanciando un programma speciale chiamato SmackDownǃ sulla rete televisiva UPN. Il programma acquisì una cadenza settimanale a partire da giovedì 26 agosto 1999. SmackDown! è stato uno dei programmi di maggior successo che UPN abbia mai avuto. Intanto gli ascolti di Raw continuarono a salire e il segmento «This Is Your Life» fra The Rock e Mick Foley del 27 settembre 1999 raggiunse l'indice di ascolti di 8.4, che è a metà 2011 il picco di ascolti raggiunto da un programma settimanale di wrestling.
Il 19 ottobre 1999 la compagnia che detiene il controllo della WWF, ossia la Titan Sports (rinominata poi World Wrestling Federation Entertainment, Inc.), iniziò a essere quotata in borsa e vennero offerte 10 milioni di azioni al prezzo di 17 dollari l'una. La WWF iniziò poi a diversificare le sue attività, aprendo un locale a Times Square (The World) e producendo film e album musicali, oltre a occuparsi della pubblicazione di libri.

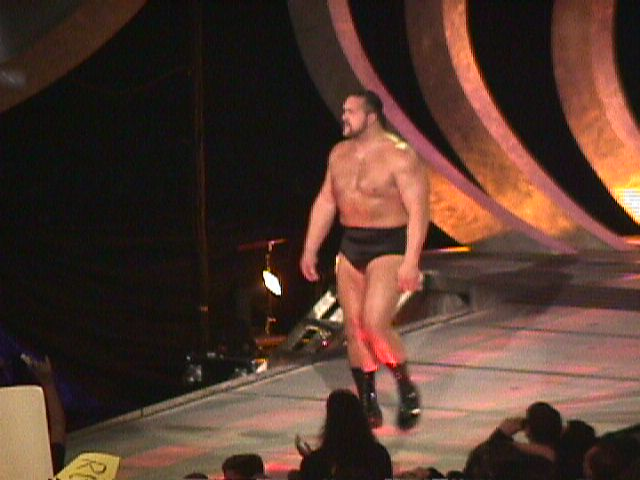
Big Show, uno degli atleti arrivati dalla World Championship Wrestling

Nonostante l'abbandono di Austin a causa di un infortunio al collo e l'infortunio a un pettorale di The Undertaker la WWF continuò a dominare gli indici d'ascolto con atleti come The Rock e Triple H. La WWF mantenne alto l'indice di ascolti grazie al rinnovamento del prodotto dovuto al cambiamento dei vertici nella squadra creativa, con Chris Kreski che sostituì Vince Russo, passato in WCW a causa dell'aumento della mole di lavoro dopo l'introduzione di SmackDown!. Kreski ideò molte delle storie principali dell'epoca, come la faida per il titolo WWF fra Triple H e Cactus Jack, il triangolo Triple H/Kurt Angle/Stephanie McMahon e la rivalità fra Edge e Christian, i Dudley Boyz e gli Hardy Boyz, combattuta nei nuovi TLC match. Inoltre l'arrivo di ex atleti WCW e ECW come Big Show, Chris Benoit, Chris Jericho, Eddie Guerrero e gli stessi Dudley, oltre al push di atleti come Kurt Angle, Rikishi e gli stessi Christian, Edge e Hardy rafforzò il parco atleti WWF, togliendo così ogni possibilità alla WCW di tornare a essere una seria minaccia.
Prima di WrestleMania 2000, i quattro membri della famiglia McMahon entrarono in rivalità per la prima volta sullo schermo, essendo coinvolti nel "McMahon in Every Corner" four-way elimination main event tra Big Show (accompagnato da Shane McMahon), The Rock (accompagnato da Vince McMahon), Triple H (accompagnato da Stephanie McMahon) e Mick Foley (accompagnato da Linda McMahon). Triple H vinse dopo che Vince McMahon tradì The Rock, conservando così il WWF Championship. Questo fu storicamente significativo poiché fu la prima volta che un wrestler heel vinse un main event di WrestlMania.
Il 25 settembre 2000 Raw si spostò da USA Network a TNN. Questo coincise col ritorno di Austin, inattivo per quasi per un anno a causa del suo infortunio. Nonostante ritornasse una delle sue stelle più grandi e nello stesso anno tornò anche The Undertaker, gli ascolti della WWF incominciarono ad abbassarsi lentamente. Kreski lasciò la compagnia, sostituito nel suo ruolo da Stephanie McMahon, figlia di Vince McMahon. Ciononostante la WWF presentò ciò che è considerato il loro più grande evento di ogni tempo, WrestleMania X-Seven, con l'incontro per il titolo WWF fra The Rock e Steve Austin come incontro principale. Alla fine dell'evento Vince McMahon aiutò Austin a vincere, scatenando il suo passaggio fra i cattivi. Austin formò un'alleanza con Triple H chiamata Two-Man Power Trip, su cui si incentrarono le storie della WWF in primavera. Mentre iniziava una nuova fase della WWF, questa perse due delle sue più grandi stelle in Triple H e Chris Benoit, che si infortunarono entrambi e furono fuori dalle scene per un anno. Fu durante questo periodo che gli indici di ascolto incominciarono ad abbassarsi decisamente, dovuto sostanzialmente alla morte di WCW e ECW, al cambio di personaggio di Austin e l'assenza di alcuni grandi nomi. Intanto nel 2001 in collaborazione con la rete televisiva NBC inaugurò la prima stagione della X Football League, una nuova lega professionistica di football americano. La lega ebbe sorprendentemente alti indici d'ascolto per le prime settimane, per poi essere cancellata dai palinsesti della NBC per il crollo degli indici d'ascolto.

##### L'Invasion e l'nWo (2001-2002)

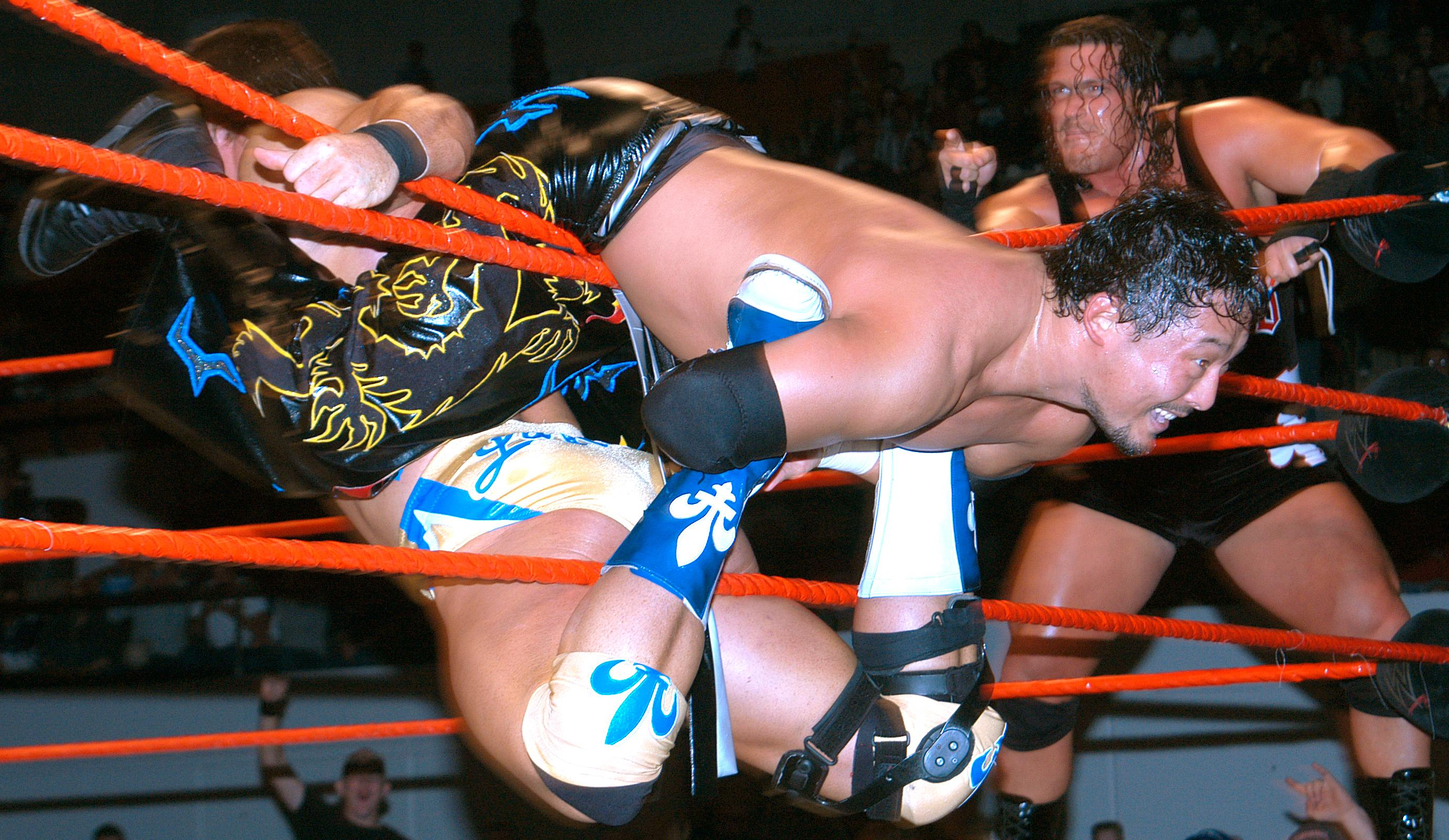
Rhyno e Tajiri, arrivati dalla Extreme Championship Wrestling nel 2001

Il 5 febbraio 2001 Jim Ross scrisse nel suo Ross Report che i lottatori della Extreme Championship Wrestling Jerry Lynn, Justin Credible e Rhyno erano passati alla WWF. Lynn e Rhyno avevano accordi verbali mentre Credible aveva firmato un contratto di tre anni il 26 gennaio. Paul Heyman debuttò come nuovo commentatore al posto di Jerry Lawler. La ECW fallì nell'aprile di quello stesso anno. Il successo dell'era Attitude fu enorme e la WCW non riusciva a tener testa alla WWF, che con la nuova direzione creativa vinceva su tutti i fronti. La situazione finanziaria della WCW peggiorava notevolmente e questo rappresentava un grave problema in quanto era infatti imminente la fusione tra la America Online (la più grande fornitrice di servizi via internet degli Stati Uniti) e la Time Warner di Ted Turner (società che possedeva la WCW). La Warner non poteva portare in dote una sua divisione come la WCW con un bilancio così in rosso, ma si decise di effettuare comunque la fusione e di vendere in seguito la divisione in perdita. Le trattative per la vendita furono serrate e apparirono sulla scena diversi gruppi interessati all'acquisto della federazione. Il più interessato sembrava Eric Bischoff, che si fece portavoce di un gruppo chiamato Fusient Media Ventures. Tutto sembrava procedere per il meglio e Bischoff si comportava già da nuovo proprietario della federazione, licenziando molti lottatori ritenuti inutili. Tuttavia le trattative tra la Time Warner e la Fusient Media Ventures, ormai praticamente concluse, saltarono. Entrò in scena una nuova concorrente, la stessa WWF, che per la cifra di 7 milioni di dollari acquistò la WCW.

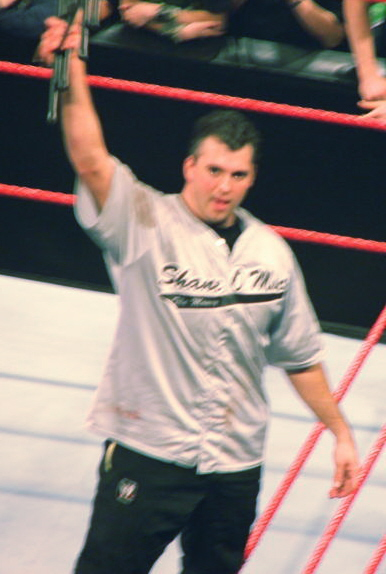
Shane McMahon secondo la storyline comprò la WCW, dando inizio all'Invasion

Durante l'ultima puntata di Nitro Vince McMahon annunciò a Raw Is War di aver comprato la WCW. I fan di tutto il mondo rimasero sconvolti quando Shane McMahon, figlio di Vince McMahon, annunciò a Nitro che era stato lui ad aver comprato la WCW. In un momento surreale i due programmi televisivi finirono a schermo diviso (ognuno poteva guardare nello schermo gigante dell'arena cosa succedeva nell'altro programma). A WrestleMania X-Seven si disputò un incontro fra i due McMahon, dando inizio all'invasion. Mesi dopo McMahon e Bischoff posero fine ai loro contrasti e Bischoff firmò un contratto con la WWE per interpretare il general manager di Raw. L'era Attitude incominciò il suo declino a WrestleMania X-Seven, considerato da alcuni l'evento che ne decretò la fine. La squadra creativa, guidata allora da Stephanie McMahon, iniziò a perdere la sua originalità creativa, con personaggi di successo che venivano cambiati senza che ce ne fosse un effettivo bisogno e la stella della federazione Steve Austin, fino ad allora il più amato dai fan, aveva rinnegato il suo pubblico. Intanto Triple H e Chris Benoit, due dei lottatori principali della compagnia, si infortunarono, con il primo che soffrì di uno strappo del quadricipite nel mese di maggio mentre il secondo si infortunò al collo a giugno. Inoltre The Rock lasciò la federazione per alcuni mesi per girare il film Il Re Scorpione e Chyna, lasciò la federazione per controversie sul suo contratto.
Nel periodo dell'invasione i lottatori della WCW, acquistata secondo la storia da Shane McMahon, invasero la WWF. La faida interpromozionale era attesa da tutti i fan che sognavano da tempo incontri tra le più grandi stelle delle due compagnie, ma si rivelò un vero e proprio fallimento. Gli atleti principali della WCW erano infatti sotto contratto con l'ex società madre della WCW (ossia la AOL Time Warner) e quindi non erano comprese nel pacchetto WCW acquistato dalla WWE. Stelle del calibro di Bill Goldberg, Rey Mysterio. Scott Steiner e Sting decisero perciò di non lottare per la WWF fino alla fine del loro contratto con l'AOL Time Warner in modo da poter continuare a intascare il lauto stipendio previsto dai loro onerosi contratti. Inoltre la faida era quasi totalmente a favore della WWF visto che le vittorie da parte dei rappresentanti della WCW erano ben poche. Il 9 luglio 2001 gli atleti della WCW e quelli della ECW (acquistata secondo la storia da Stephanie McMahon) unirono le forze formando l'Alliance. Alla guida del gruppo c'erano i fratelli McMahon con il supporto dell'ex proprietario della ECW Paul Heyman. L'Alliance sfidò la WWF a un incontro interpromozionale fra le due compagini allo speciale evento denominato per l'occasione InVasion. Vince McMahon decise quindi di allearsi con il suo più acerrimo nemico, ossia Steve Austin, per sconfiggere l'Alliance. Austin accettò, ma a InVasion tradì la WWF e permise all'Alliance di conquistare la vittoria. Austin divenne in breve tempo la guida degli invasori. Con il ritorno di The Rock dopo un periodo di pausa di molti mesi, fu lui a occupare il ruolo di nuovo capogruppo della WWF nella guerra contro l'Alliance. Anche Kurt Angle in seguito tradì la WWF per passare all'Alliance.

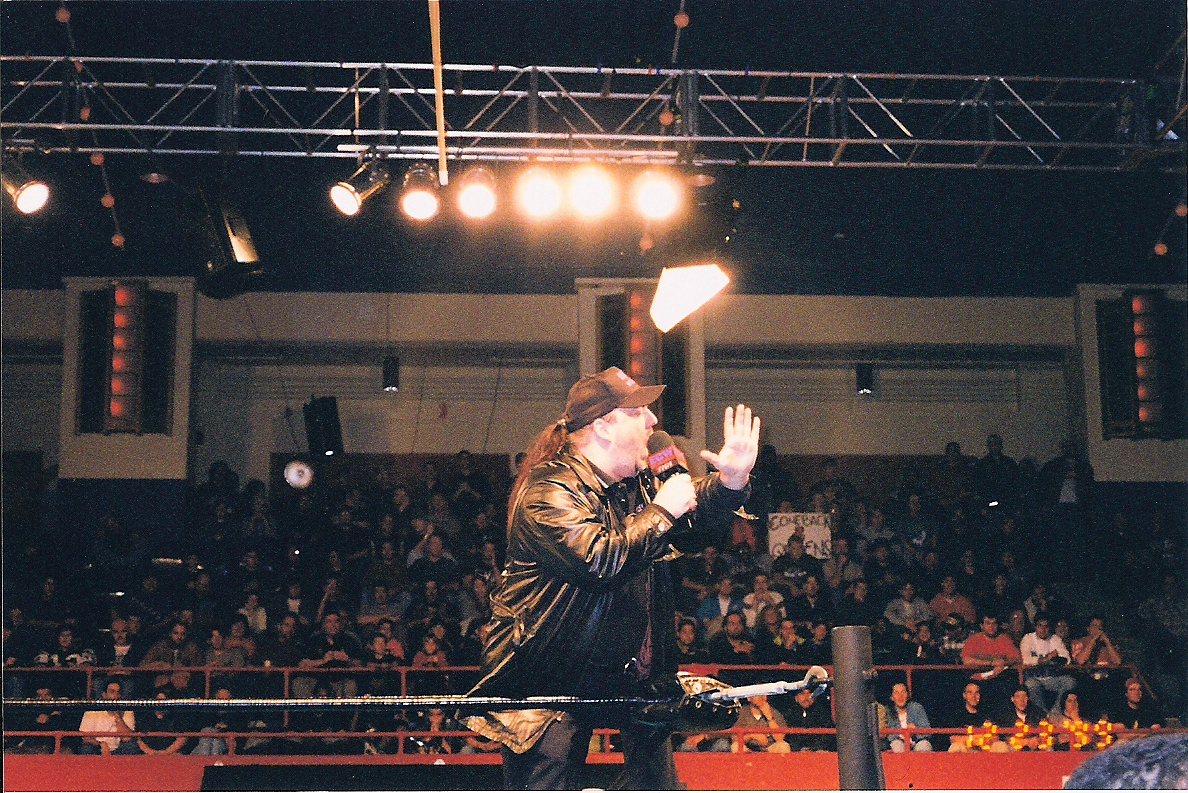
Paul Heyman, ex proprietario ECW e commentatore WWF, supportò l'alleanza ECW/WCW

Per porre fine all'invasione Vince McMahon sfidò l'Alliance a un incontro «Winner Takes All» da tenersi alle Survivor Series in una sfida con cinque membri di una fazione per ogni parte in cui la squadra vincente avrebbe preso il controllo della federazione. Nell'incontro decisivo il Team WWF capitanato da The Rock sconfisse l'Alliance capitanata da Austin grazie all'aiuto di Kurt Angle, rivelatosi una talpa della WWF nell'Alliance. L'invasione contribuì comunque al declino degli indici d'ascolto dei programmi della WWF e allo stesso tempo anche le arene iniziarono a spopolarsi. Tuttavia molte stelle WCW e ECW firmarono un contratto con la WWF, tra cui Booker T, Gregory Helms, Lance Storm, Rob Van Dam e Torrie Wilson. Benché la storia dell'invasione venga considerata un fallimento, durante questo periodo nacquero comunque grandi rivalità fra i membri delle fazioni nemiche, su tutte quella fra Kurt Angle e Steve Austin, da molti indicata come la faida migliore del 2001 nonché una delle migliori di sempre nella storia della WWF.
Dopo il periodo dell'invasione avvennero molti cambiamenti nella WWF. Ric Flair tornò nella federazione come co-proprietario (kayfabe), dando vita a una faida con l'altro co-proprietario, Vince McMahon. Jerry Lawler ritornò al commento di Raw dopo aver abbandonato la federazione l'anno prima. Austin ritornò di nuovo il beniamino delle folle che era prima di Wrestlemania X-Seven e alcune stelle dell'Alliance divennero membri fissi del parco atleti WWF. La WWF si trovò con due campioni del mondo in quanto The Rock era il campione WCW e Austin il campione WWF mentre gli altri titoli acquisiti dalla WCW furono unificati con quelli WWF nel corso delle Survivor Series. Vince McMahon annunciò un torneo per Vengeance in cui sarebbero stati unificati i due titoli mondiali, con il campione che avrebbe indossato entrambe le cinture. The Rock avrebbe affrontato nella prima semifinale Chris Jericho, mentre Austin avrebbe affrontato nella seconda semifinale Kurt Angle. Il vincitore fu Jericho, che sconfisse Austin grazie all'intervento di Booker T, diventando il primo campione indiscusso WWF dai tempi di Lou Thesz.

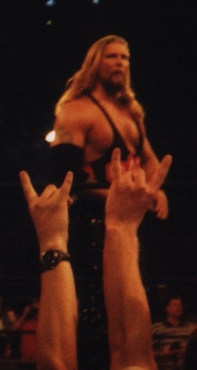
Kevin Nash è stato tra i membri fondatori del New World Order

Dopo l'acquisizione della WCW da parte della WWF nel 2001 Vince McMahon riportò nella sua federazione i membri dell'nWo, ossia Hulk Hogan, Kevin Nash e Scott Hall, a No Way Out del 17 febbraio 2002. Nella storia ideata per l'occasione, l'nWo doveva essere lo strumento di McMahon per mettere in ginocchio la WWF allo scopo di evitargli l'onta di dividere il potere decisionale con il nuovo co-proprietario della WWF Ric Flair. Dopo la sconfitta contro The Rock a WrestleMania X8 Hogan fu aggredito da Hall e Nash e lasciò così il gruppo. Hall e Nash reclutarono quindi due nuovi membri per il gruppo, ovvero X-Pac (il 21 marzo 2002) e Big Show (il 22 aprile 2002). Il ritorno dell'nWo nella WWF non durò a lungo in quanto Hall venne licenziato a maggio per non meglio specificate ragioni personali. Flair divenne in seguito un semi-membro del nWo dopo il voltafaccia a Steve Austin. Come esclusivo proprietario di Raw (kayfabe), Flair stipulò un incontro in cui altri atleti sarebbero rimasti fuori dal ring, pronti ad attaccare e riportare uno dei due partecipanti sul ring ogni qualvolta si fosse l'occasione (lumberjack match). Tale incontro si tenne nella puntata di Raw del 13 maggio 2002 fra Austin e l'ultimo nuovo membro del nWo, che si rivelò essere Booker T. Nash introdusse Shawn Michaels nel nWo il 3 giugno 2002. Michaels cacciò Booker fuori dal nWo solo una settimana più tardi. Il 15 luglio 2002 dopo aver riguadagnato pieno controllo sulla WWE McMahon sciolse il gruppo.

### World Wrestling Entertainment, Inc./WWE, Inc. (2002–presente)

#### Ruthless Aggression Era (2002–2008)
Fra gli eventi da ricordare durante quest'era ci sono la divisione del parco atleti WWE, il debutto e l'ascesa di Batista, Brock Lesnar, Edge, John Bradshaw Layfield, John Cena e Randy Orton, il ritorno della ECW, la reintroduzione della WWE Hall of Fame e la creazione del Money in the Bank ladder match.

##### La ridenominazione in WWE (2002)

Logo WWE fra il 2002 e il 2014

Nel 2000 il World Wide Fund for Nature (il cui acronimo era WWF), un'organizzazione ambientalista, querelò la World Wrestling Federation per aver violato un accordo del 1994 che limitava l'uso da parte della Titan Sports dell'acronimo WWF fuori dai confini degli Stati Uniti. La causa si risolse con la vittoria del World Wide Fund, che costrinse la federazione a cambiare nome. Il 5 maggio 2002 fu lanciato il motto «Get the "F" out» e l'URL del sito ufficiale cambiò da WWF.com a WWE.com. Il giorno dopo in una conferenza stampa fu ufficializzato il cambio di nome della compagnia in World Wrestling Entertainment, Inc. (WWE). Il cambio di nome fu ribadito la sera dello stesso giorno durante la puntata di Raw tenutosi a Hartford, Connecticut. L'ultimo evento targato WWF fu Insurrextion, evento a pagamento esclusivo di Raw tenutosi alla Wembley Arena di Londra il 4 maggio 2002.

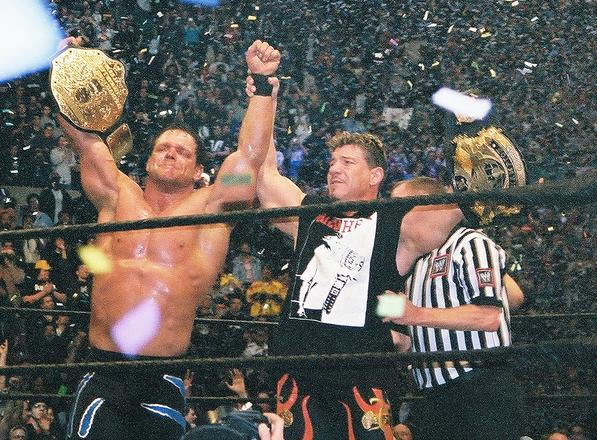
Chris Benoit e Eddie Guerrero, celebrano insieme da campioni del mondo alla fine di WrestleMania XX

La scelta della parola «Εntertainment» non fu casuale in quanto già diversi anni prima quando la WWF dovette affrontare anche la controversia del doping Vince McMahon si vide costretto a dichiarare che quello che andava in onda settimanalmente e negli eventi a pagamento non era uno sport, bensì uno spettacolo (entertainment in inglese). Così facendo non dovette più sottostare alle leggi in materia di doping previste per gli sport praticati negli Stati Uniti.
Tutto ciò costrinse la federazione a commercializzare nuovo prodotti come videogiochi, DVD e altro con il nuovo logo WWE. Fu inoltre vietato l'uso del logo dell'era Attitude, che venne censurato in tutti i video che lo raffiguravano. Alla WWE fu comunque permesso l'uso del logo originale usato fra 1979 e 1994 e del logo della nuova generazione usato fra 1994 e 1998. Inoltre la federazione poteva ancora usare le espressioni World Wrestling Federation e World Wrestling Federation Entertainment senza scatenare con ciò cause legali.

##### Brand Extension e l'inizio della Ruthless Aggression (2002)

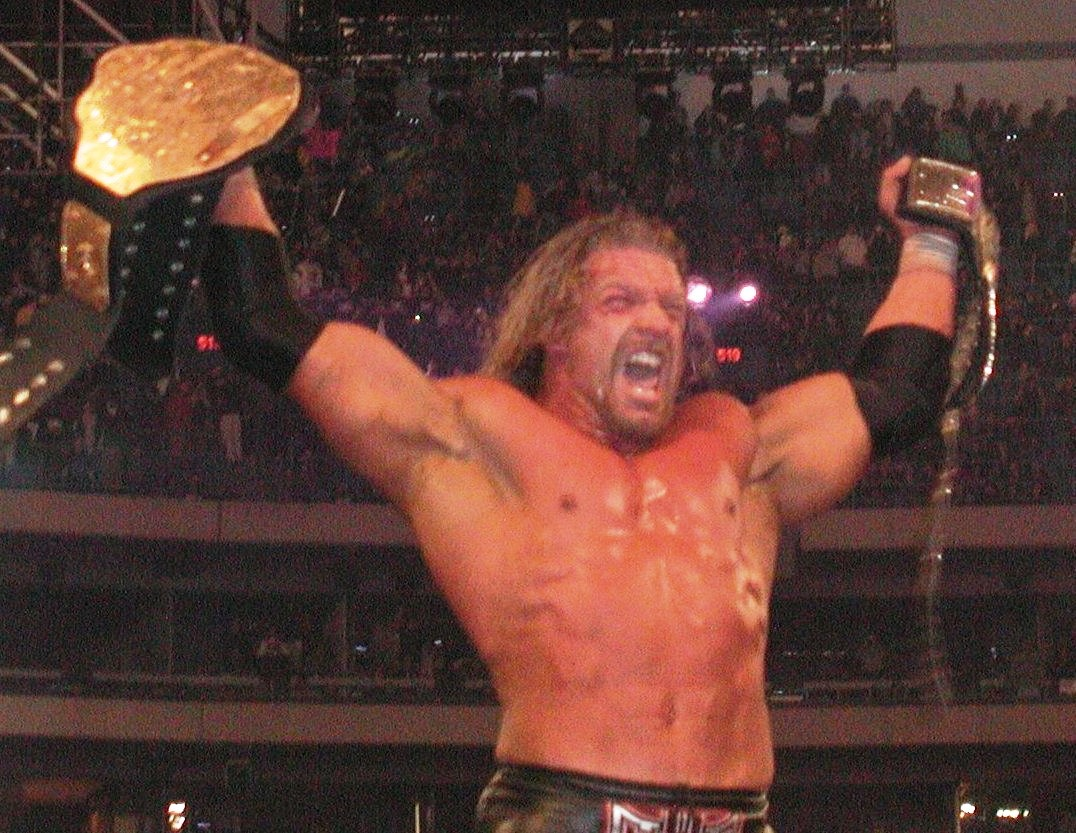
Triple H fu il primo a detenere il World Heavyweight Championship

A seguito dell'invasione Vince McMahon chiese alla TNN la copertura televisiva per un nuovo programma con gli atleti WCW. L'idea fu però rifiutata a causa del fallimento degli altri progetti di McMahon non legati alla WWE, in particolare la XFL. Dovendo affrontare il problema di un numero esorbitante di atleti, non risolto con il licenziamento quelli meno importanti, nell'aprile 2002 la WWF attuò la Brand extension. La federazione fu divisa in due, creando due roster con lottatori, rivalità e cinture diversi. I nomi scelti per indicare i due gruppi furono Raw e SmackDown, derivanti proprio dal nome dei due programmi che da allora li ospitano.
Gli atleti divennero esclusiva di una sola dei due roster con l'unica eccezione del campione indiscusso e della campionessa femminile, poiché i titoli mondiale e femminile potevano essere difesi in entrambi gli show. Nell'agosto 2002 il campione del mondo Brock Lesnar si rifiutò di difendere il suo titolo a Raw, trasformando di fatto il suo titolo in un'esclusiva di SmackDown. La settimana seguente a Raw il general manager Eric Bischoff creò per l'occasione il World Heavyweight Championship, erede di quello WCW, assegnandolo a Triple H. A seguito della divisione in roster con cadenza pressoché annuale si svolse il draft da parte dei rispettivi general manager dei roster (kayfabe).
Nel 2002 iniziò la cosiddetta era Ruthless Aggression («aggressione spietata»), iniziata dopo WrestleMania X8 con il declino dell'ultima incarnazione del nWo e la Brand extension. Essa fu caratterizzata da una nuova attenzione per il lottato, segnato dalla consacrazione a WrestleMania XX di Eddie Guerrero e Chris Benoit, le cui morti sono considerate il punto di trapasso di questa nuova era. 
Le due migliori star della Attitude Era, Steve Austin e The Rock, lasciarono la compagnia rispettivamente nel 2003 e nel 2004, mentre nuovi arrivati come Brock Lesnar e Randy Orton iniziarono ad avere molta popolarità. Anche Triple H sarebbe stato protagonista durante questo periodo, vincendo molti dei suoi quattordici campionatitoli del mondo, così come The Undertaker, la cui serie di vittorie consecutive a WrestleMania accrebbe di fama. Anche Eddie Guerrero, Rey Mysterio, Kurt Angle, Chris Benoit, Edge, Brock Lesnar, Randy Orton, John Cena, Batista, John Bradshaw Layfield e Rob Van Dam ebbero opportunità nel main event e finirono per diventare più volte campioni del mondo. Dalla metà del 2002 al 2003, la WWE portò nella compagnia diverse importanti star della WCW, tra cui Eric Bischoff, Scott Steiner, Goldberg, Kevin Nash e Ric Flair. Great American Bash, originariamente un evento pay-per-view della WCW, fece il suo debutto in WWE nel 2004.
Nel 2003 SmackDown! iniziò ad andare in onda su Italia 1, il canale italiano più importante in cui fu trasmesso un programma della WWE. Nel 2005 il programma venne spostato dal giovedì al venerdì sera.

##### Il programma leggende e la WWE Hall of Fame (2004)
Il programma leggende iniziò in maniera non formale col ritorno in grande stile della cerimonia della WWE Hall of Fame nel 2004 (il giorno prima di WrestleMania XX), che da allora si tiene annualmente nella settimana di WrestleMania. L'introduzione di WWE 24/7 e il successo di DVD sulle carriere di leggende come The Ultimate Ric Flair Collection, Roddy Piper: Born to Controversy e Brian Pillman: Loose Cannon diedero un nuovo lustro alla WWE Hall of Fame che iniziò a portare un senso di nostalgia ai fan e permise a una nuova generazione di guardare incontri ed eventi di cui potevano solo aver sentito parlare.

##### Money in the Bank (2005)
Il concetto di Money in the Bank Match è stato introdotto nel marzo 2005 da Chris Jericho. Jericho ha proposto l'idea durante un episodio di Raw all'allora general manager Eric Bischoff, che la apprezzò e subito annunciò il match per WrestleMania 21, coinvolgendo nell'incontro Jericho, Christian, Chris Benoit, Edge, Shelton Benjamin e Kane. Edge vinse il match inaugurale e da allora molte volte il match divenne un modo per aiutare ad elevare lo status di nuove stelle, con vincitori come CM Punk, The Miz, Daniel Bryan, Alberto Del Rio, Seth Rollins, e Dean Ambrose. Il formato dell'incontro era originariamente esclusiva di WrestleMania fino al 2010, quando fece il suo debutto l'evento annuale Money in the Bank. Nel 2017 Shane McMahon annunciò il primo Money in the Bank match femminile di sempre, che fu vinto da Carmella.

##### Morte di Eddie Guerrero (2005)

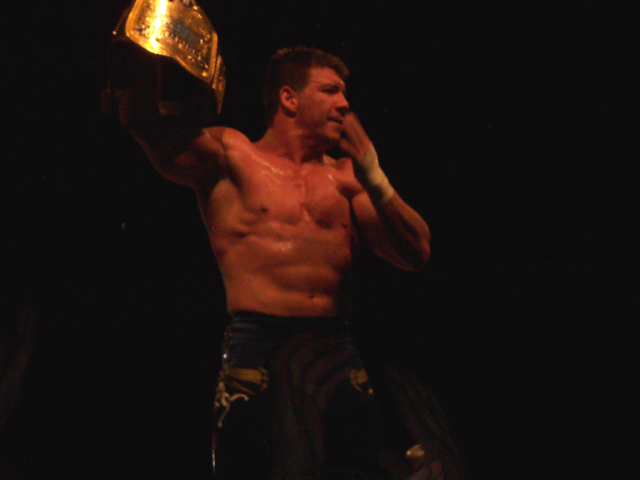
La morte di Eddie Guerrero portò alla creazione del Wellness Program

La mattina del 13 novembre 2005 gli atleti di entrambi i roster si trovavano in un albergo di Minneapolis, città nella quale avrebbero dovuto svolgersi alcuni eventi della federazione. Eddie Guerrero però non rispose alla telefonata per il risveglio mattutino e la sicurezza si trovò costretta ad aprire la sua stanza. Il nipote Chavo Guerrero fu il primo a entrare e lo trovò ormai privo di conoscenza. Questi tentò la respirazione artificiale, ma fu dichiarato ormai morto all'istante. Eddie Guerrero fu il primo lottatore sotto contratto dalla WWE a morire dopo l'incidente di Owen Hart. La moglie Vickie Guerrero annunciò successivamente che l'autopsia aveva rivelato un decesso dovuto a infarto e smentì coloro che pensavano che la morte fosse dovuta all'uso di droghe e alcool (sostanze che comunque Guerrero aveva assunto in passato per diversi anni).
Eddie Guerrero morì proprio nel giorno in cui avrebbe dovuto sostenere un incontro per il titolo mondiale dei pesi massimi contro Batista e Randy Orton che lo vedeva favorito. La compagnia organizzò una serata tributo dove si tennero due puntate di Raw e di SmackDown! dedicate entrambe a Guerrero. Il 1º aprile 2006 Eddie Guerrero fu introdotto postumo nella WWE Hall of Fame da Rey Mysterio, Chris Benoit e il nipote Chavo Guerrero.
Vince McMahon annunciò un nuovo piano antidroga per la WWE che riduceva attraverso controlli più frequenti e precisi la possibilità di problemi di salute dei lottatori (Wellness Program). Il primo atleta a far le spese di questi esami fu Eugene, che fu trovato positivo all'uso di una sostanza dopante e venne allontanato per qualche tempo dagli eventi WWE. Dopo la morte di Eddie Guerrero la WWE ha continuato ad utilizzare il nome dell'atleta in varie storie, tra le quali la più famosa resta quella tra Randy Orton e l'amico Rey Mysterio. Mysterio fu battuto da Orton, ma ottenne ugualmente un incontro per il titolo mondiale dei pesi massimi a Wrestlemania 22, che vinse dedicando la vittoria al compianto Guerrero.

##### Rinascita dell'ECW (2006–2010)

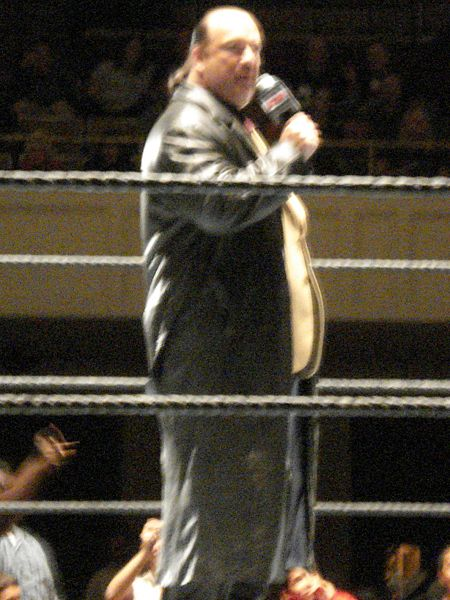
Paul Heyman, ex proprietario della Extreme Championship Wrestling

Nel 2003 la WWE acquistò ufficialmente il nome Extreme Championship Wrestling e l'intera collezione di video ECW, producendo dal 2005 una serie di DVD, fra i quali spicca The Rise and Fall of ECW, un documentario e successivamente anche un libro sulla storia della ECW. L'enorme popolarità di questo DVD e di altri prodotti legati alla ECW portò all'organizzazione di un evento commemorativo chiamato ECW One Night Stand. L'evento ebbe un successo incredibile e ciò spinse la WWE a organizzarne una seconda edizione l'anno successivo.
Il 5 maggio 2006 la WWE annunciò ufficialmente che l'ECW sarebbe tornata ad avere un suo programma televisivo, ECW on Sci-Fi, sull'omonimo canale televisivo della NBC Universal. Le trasmissioni sul suolo statunitense iniziarono il 13 giugno seguente dopo WWE vs. ECW Head to Head e ECW One Night Stand, eventi organizzati proprio per lanciare la nuova ECW.
Durante la prima edizione di ECW on Sci-Fi del 12 giugno 2006 Heyman ripristinò il titolo mondiale dei pesi massimi e nominò campione Rob Van Dam, che aveva vinto il titolo WWE la sera prima a One Night Stand. Sotto l'egida di McMahon la ECW cambiò radicalmente, con uno stile di lotta che passò da quello più vicino a quello delle federazioni indipendenti a un prodotto più simile a quello tradizionale della WWE, con conteggi fuori e squalifiche, senza le regole estreme che erano il marchio di fabbrica della ECW originale. Gli incontri estremi diventarono sempre più rari e la nuova ECW si scostò completamente da quella originale. Il 3 dicembre 2006 a Augusta si tenne December to Dismember, il primo evento a pagamento della nuova ECW, che si rivelò un fallimento totale, raggiungendo il primato negativo di vendite della WWE. Nel puntata del 2 febbraio 2010 di ECW on ScyFy Vince McMahon annunciò la cancellazione del programma, che dal 23 febbraio dello stesso anno fu sostituito da uno nuovo, denominato NXT.

##### Duplice omicidio e suicidio di Chris Benoit (2007)

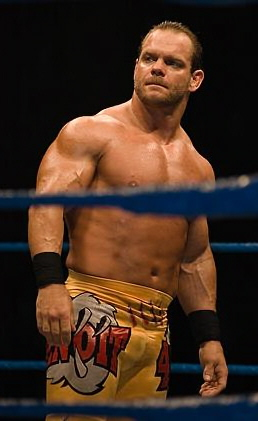
Chris Benoit, la cui morte e tragedia portò enormi conseguenze alla WWE

Il 25 giugno 2007 la WWE annunciò attraverso un comunicato sul proprio sito la morte di Chris Benoit. Il corpo di Benoit fu rinvenuto nella sua casa di Fayetteville assieme a quello della moglie Nancy Benoit e del loro figlio Daniel di sette anni. Il giorno dopo la polizia dichiarò ufficialmente che si era trattato di un caso di doppio omicidio-suicidio. Benoit uccise la moglie il 22 giugno strangolandola e poi soffocò Daniel il giorno dopo, per poi suicidarsi nella notte tra sabato e domenica. Fu la stessa WWE a chiedere alla polizia della contea di Fayette di recarsi a casa di Benoit per controllare che egli stesse bene. Alcuni dipendenti della WWE erano allarmati poiché avevano ricevuto degli strani SMS da Benoit nella notte tra sabato e domenica e chi si era messo in contatto con lui nel pomeriggio di sabato rimase colpito dal suo tono di voce dimesso e stanco. Il 24 giugno WWE provò a contattare Benoit nella giornata di domenica senza riuscirvi. La WWE non era a conoscenza della effettiva portata di quanto accaduto e annullò la puntata di Raw trasformandola in uno show di tributo di tre ore in memoria di Benoit. Vince McMahon ruppe la kayfabe (infatti secondo la storyline in corso McMahon era ufficialmente morto in un'esplosione) apparendo sul ring e annunciando che il programma sarebbe stato dedicato al ricordo di Benoit. Nel corso dell'evento molti atleti ricordarono Benoit con le loro parole e furono mandati in onda dei filmati tratti dal DVD dedicato allo stesso Benoit. Sul sito della WWE furono pubblicati testi e filmati nei quali atleti e addetti ai lavori ricordavano a modo loro la figura di Benoit.
Tuttavia col passare delle ore si fece chiarezza su ciò che realmente avvenne nella casa di Benoit e il comportamento della WWE in merito cambiò radicalmente in quanto tutti i contenuti commemorativi di Benoit furono eliminati dal sito, assieme a tutti gli oggetti come magliette e DVD ricollegabili alla figura di Benoit. In seguito la WWE rilasciò alcuni comunicati nei quali erano riportate le cronologie dei fatti per quanto riguarda la federazione e furono inseriti tutti gli avvenimenti a partire dalla giornata di sabato che spinsero in seguito la WWE a contattare le autorità. Il drastico cambiamento di rotta fu confermato dallo stesso McMahon nel corso della puntata settimanale di ECW on Sci-Fi: McMahon disse che quanto fatto a Raw era stata una conseguenza delle scarse informazioni in possesso della federazione, ma che dal quel momento, giacché le notizie giunte erano più chiare, di Benoit non si sarebbe più parlato. Tuttavia per una forma di rispetto e in segno di lutto nella puntata in questione così come nella successiva puntata di SmackDown! gli atleti si sarebbero limitati esclusivamente a lottare, senza alcun riferimento a storie o rivalità.
Dopo la morte di Benoit l'emittente televisiva italiana Italia 1 che trasmetteva per l'Italia SmackDown! decise di non trasmettere più il programma. La WWE iniziò successivamente a smorzare la violenza, le parolacce e il contenuto sessuale del loro prodotto. Inoltre, dopo che fu riscontrato che ulteriori morti tra i lottatori della WWE (incluso quello di Benoit) erano state causate da encefalopatia traumatica cronica, la WWE ha vietato le sediate alla testa.

#### Era PG (2008–2014)
Nel corso del 2008 la WWE iniziò a modificare il suo prodotto per attirare un pubblico più giovane. Tutti i programmi WWE iniziarono così a esser catalogati non più come TV-14 (adatti ad un pubblico di età maggiore di 14 anni), ma come PG, ossia programmi che possono esser visti anche dalle fasce più piccole d'età, previa presenza dei genitori. Il passaggio al PG è stato considerato da molti appassionati la nascita di una nuova era della WWE, chiamata appunto era PG. Vince McMahon motivò questa scelta notando il cambiamento demografico dei fan WWE in quanto oltre il 40% era composto da pubblico femminile e quasi il 25% da minorenni. Questa decisione portò una riduzione della violenza negli eventi WWE che suscitò molte polemiche fra tutti i fan della federazione. Durante l'era Ruthless Aggression John Cena era diventato il volto della compagnia. Il personaggio di Cena fu cambiato per avvicinarsi alla nuova demografia composta da donne e bambini. Cena dominava la programmazione della WWE e ben presto il pubblico più adulto iniziò a vedere il suo personaggio come stantio e simbolo del prodotto PG e avrebbe iniziato a fischiarlo durante gli eventi. Jeff Hardy vinse il WWE Championship per la prima volta ad Armageddon 2008. Anche le nuove superstar Sheamus e Alberto del Rio hanno registrato un notevole successo durante questo periodo, vincendo il WWE Championship rispettivamente negli anni 2009 e 2011. Sempre nel 2009, la D-Generation X si è riunita, vincendo i titoli di coppia WWE unificati contro Chris Jericho e Big Show in un Tables, Ladders & Chairs match. La faida tra Jeff Hardy e CM Punk del 2009 è stata descritta come "sorprendentemente reale" data l'era PG, poiché Punk ha fatto riferimento alla dipendenza dalla droga nella vita reale di Hardy. La loro rivalità culminò in un match a SummerSlam, che Punk vinse, e Hardy successivamente lasciò la federazione. Successivamente, Punk avrebbe formato la Straight Edge Society che avrebbe avuto una faida con Rey Mysterio per tutto il 2010.
Il 7 aprile 2011 il sito WWE Corporate annunciò che l'azienda avrebbe cambiato nome da World Wrestling Entertainment, Inc. a WWE, Inc. Il cambio di nome simboleggiò un cambiamento nel mondo degli affari da parte dell'azienda, che avrebbe potuto così presentarsi non come esclusivamente una federazione di wrestling, ma come una compagnia d'intrattenimento globale. Fra i nuovi progetti della WWE furono citati la rinascita di Tough Enough, questa volta come un programma non predeterminato (contrariamente alla natura predeterminata del wrestling) e il lancio di una rete televisiva WWE fra il 2012 e il 2013.

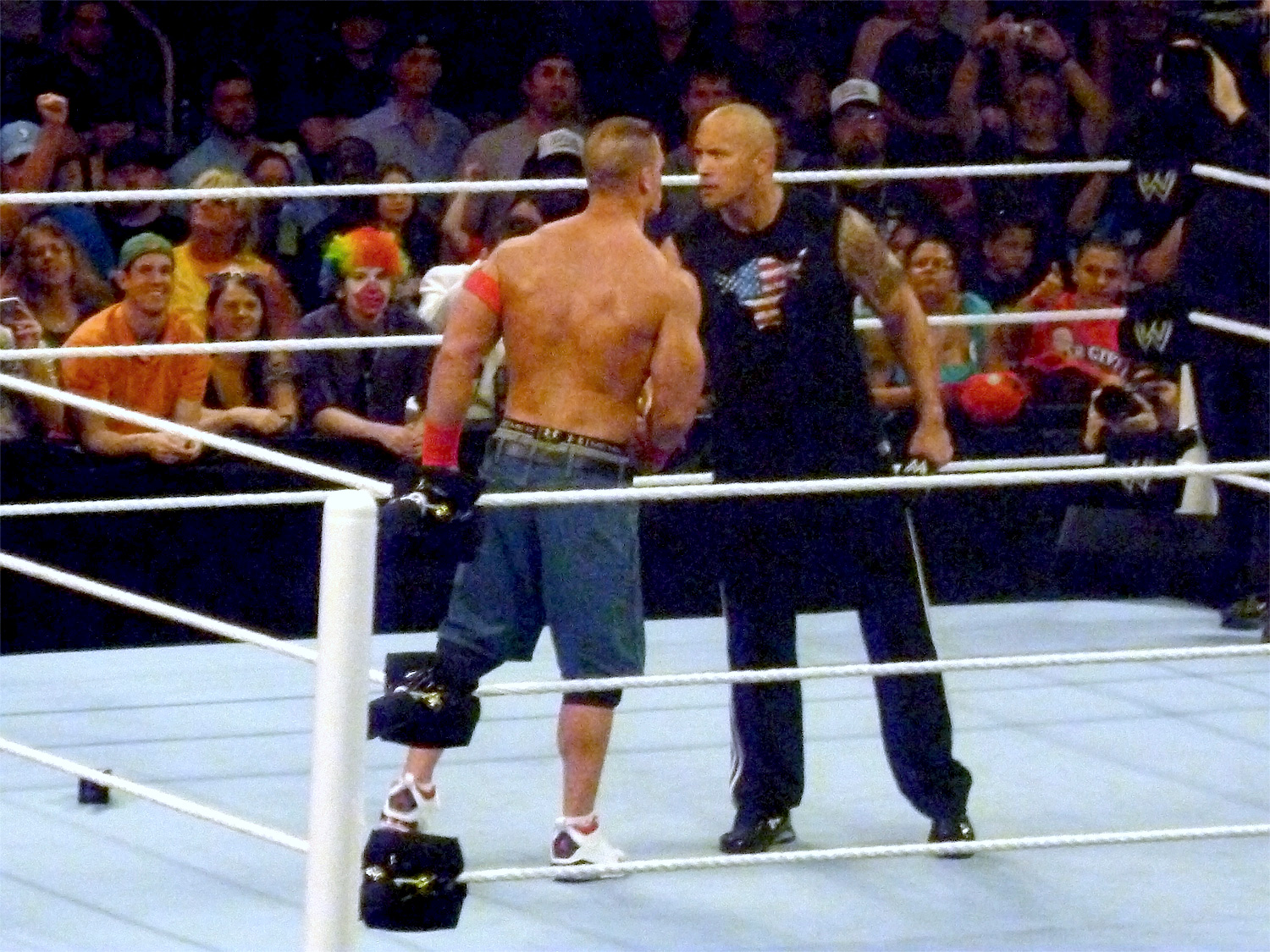
John Cena (sinistra) e The Rock (destra) nell'episodio di Raw del 4 aprile 2011, hanno avuto una faida intergenerazionale a intermittenza tra il 2011 e il 2013.

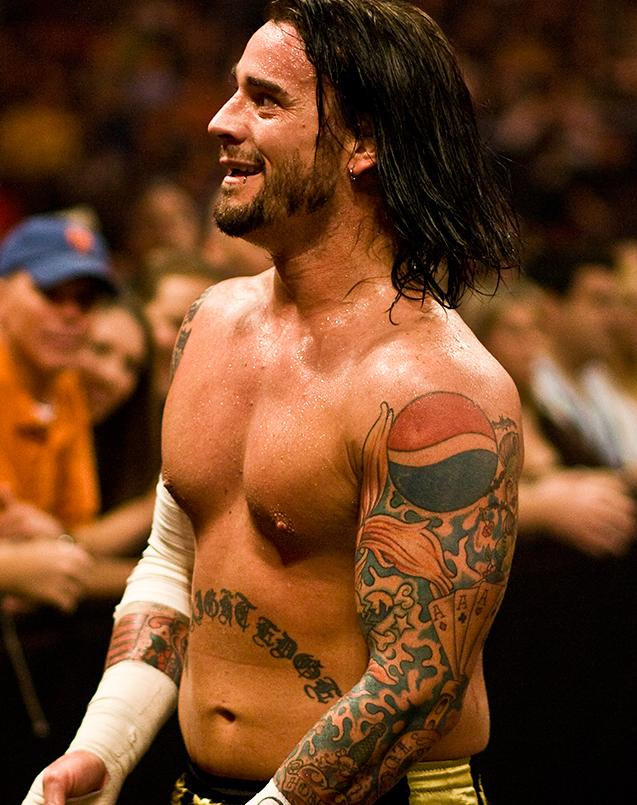
CM Punk è diventato uno dei wrestler più popolari e di alto profilo della WWE durante questo periodo e detiene un record di 434 giorni di regno del WWE Championship, il regno più lungo del titolo nella compagnia in 25 anni.

A WrestleMania XXVI il veterano Shawn Michaels si ritirò dopo una sconfitta contro The Undertaker. L'anno 2011 vide una faida molto acclamata tra le due superstar di più alto profilo della compagnia a quel punto, John Cena e CM Punk. Il loro match per il WWE Championship a Money in the Bank il 17 luglio 2011 è considerato uno dei più grandi match nella storia della WWE. Durante la sua faida con Cena, Punk ha tenuto un promo shoot (noto come The Pipebomb), con uno stile lontano dallo stile PG. CM Punk avrebbe conservato il titolo WWE per 434 giorni prima di perdere contro The Rock nel 2013 alla Royal Rumble del 2013, un regno riconosciuto dalla WWE come il sesto regno titolato più lungo di tutti i tempi e il più lungo negli ultimi 25 anni. The Rock perse il titolo contro John Cena a WrestleMania 29 in una rivincita del loro incontro dell'anno precedente. La popolare fazione The Shield debuttò in questo periodo. Il 15 dicembre 2013, il World Heavyweight Championship e il WWE Championship furono unificati in un Tables, Ladders and Chairs Match tra John Cena e Randy Orton che vinse quest'ultimo. Il titolo unificato è stato brevemente chiamato WWE World Heavyweight Championship, ma presto sarebbe stato ribattezzato semplicemente WWE Championship.

##### Il lancio di WWE HD e del WWE Universe (2008)
Nel gennaio 2008 la WWE iniziò a trasmettere i suoi programmi in alta definizione con la nascita del marchio WWE HD. Le versioni video domestiche dei programmi WWE sarebbero state pubblicate in formato Blu-ray (come ad esempio quello di WrestleMania 24). Per questa ragione i tre programmi della WWE adottarono nuovi palcoscenici somiglianti l'un l'altro. il primo programma a essere prodotto in alta definizione fu la puntata di Raw del 21 gennaio, seguita da ECW on SyFy il giorno dopo e SmackDown mentre il primo evento a pagamento in alta definizione fu la Royal Rumble di quello stesso mese.

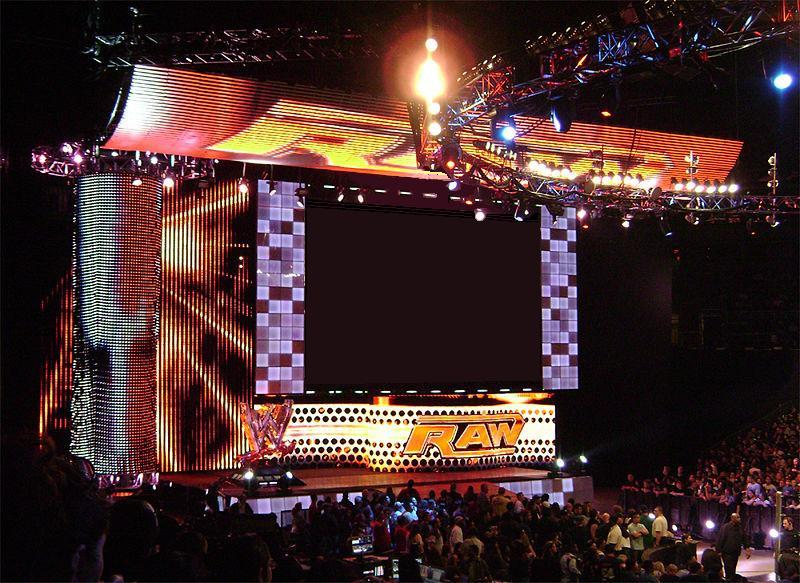
Il set di Raw introdotto il 21 gennaio 2008 per l'introduzione dell'HDTV

Il 19 novembre 2008 la WWE lanciò ufficialmente su proprio sito la sua rete sociale, WWE Universe. Apparso in aprile col nome WWE Fan Nation, assunse la nuova denominazione qualche mese dopo. La piattaforma di WWE Universe era simile a quella di MySpace, con ogni utente che vi si poteva registrare gratuitamente e creare un proprio blog, postare foto e dialogare. Nella stessa data la WWE lanciò il suo nuovo lettore video di nuova generazione. Dal suo lancio la visione dei video sul sito è aumentata del 77%.

##### Lancio diNXT(2010)
Il 23 febbraio 2010 la WWE lanciò un nuovo programma su Syfy chiamato NXT in sostituzione di quello presentato della rinata ECW. Presentato come un incrocio fra un reality e un tradizionale programma di wrestling, NXT consisteva in una gara fra giovani talenti aiutati dagli atleti della WWE con l'obiettivo di ottenere un contratto e un'opportunità titolata con la federazione. Il 1º giugno, Wade Barrett venne incoronato il primo vincitore di NXT. Sei giorni dopo la fine della prima stagione i partecipanti di NXT intervennero a Raw durante l'incontro fra John Cena e CM Punk, attaccando i due lottatori sul quadrato, i commentatori e il personale della WWE dell'arena, per poi distruggere lo stesso ring. Durante il segmento Daniel Bryan di NXT attaccò l'annunciatore Justin Roberts tentando di strangolarlo con la sua stessa cravatta, azione che la WWE giudicò troppo violenta per la loro programmazione PG. Di conseguenza la WWE annunciò attraverso il suo sito ufficiale quattro giorni dopo che Bryan era stato licenziato (legittimo), il che suscitò molte polemiche fra i fan già contrari al PG. Successivamente gli atleti di NXT annunciarono la nascita di un'alleanza chiamata Nexus. Bryan è stato successivamente riassunto a causa dell'indignazione dei fan per il suo licenziamento e si è unito al Team WWE contro il Team Nexus a SummerSlam 2010 in una elimination tag team match 7 contro 7, che il Team WWE vinse. NXT durò per altre tre stagioni, vinte rispettivamente da Kaval, Kaitlyn e Johnny Curtis. Una quinta stagione, soprannominata NXT Redemption, con ex partecipanti di NXT, non ha mai annunciato un vincitore e si è conclusa con Derrick Bateman come unico partecipante rimasto. Nella puntata di NXT dell'11 aprile 2012 venne annunciata trasformazione di NXT in un programma dedicato ai giovani provenienti dalla Florida Championship Wrestling, territorio di sviluppo della WWE.

##### La riunificazione dei roster (2011-2016)
A partire dall'episodio di Raw del 29 agosto 2011, è stato annunciato che Raw avrebbe utilizzato i talenti di Raw e SmackDown e sarebbe stato conosciuto come Raw Supershow (il suffisso "Supershow" sarebbe stato abbandonato il 23 luglio 2012). Titoli precedentemente esclusivi di un roster o dell'altro erano disponibili per i lottatori di qualsiasi roster per cui competere; il formato "Supershow" segnerebbe la fine dell'estensione del marchio, poiché tutta la programmazione e gli eventi dal vivo presentavano l'intero roster della WWE da quando è stato fatto l'annuncio originale fino a luglio 2016.
Nel 2013 la società ha costruito la struttura di addestramento WWE Performance Center nella Contea di Orange (Florida), in collaborazione con la Full Sail University di Winter Park (Florida). La struttura di allenamento è mirata allo sviluppo atletico dei lottatori della compagnia. Full Sail è anche la base di NXT, territorio di sviluppo per la WWE.

#### Era Reality (2014–2016)

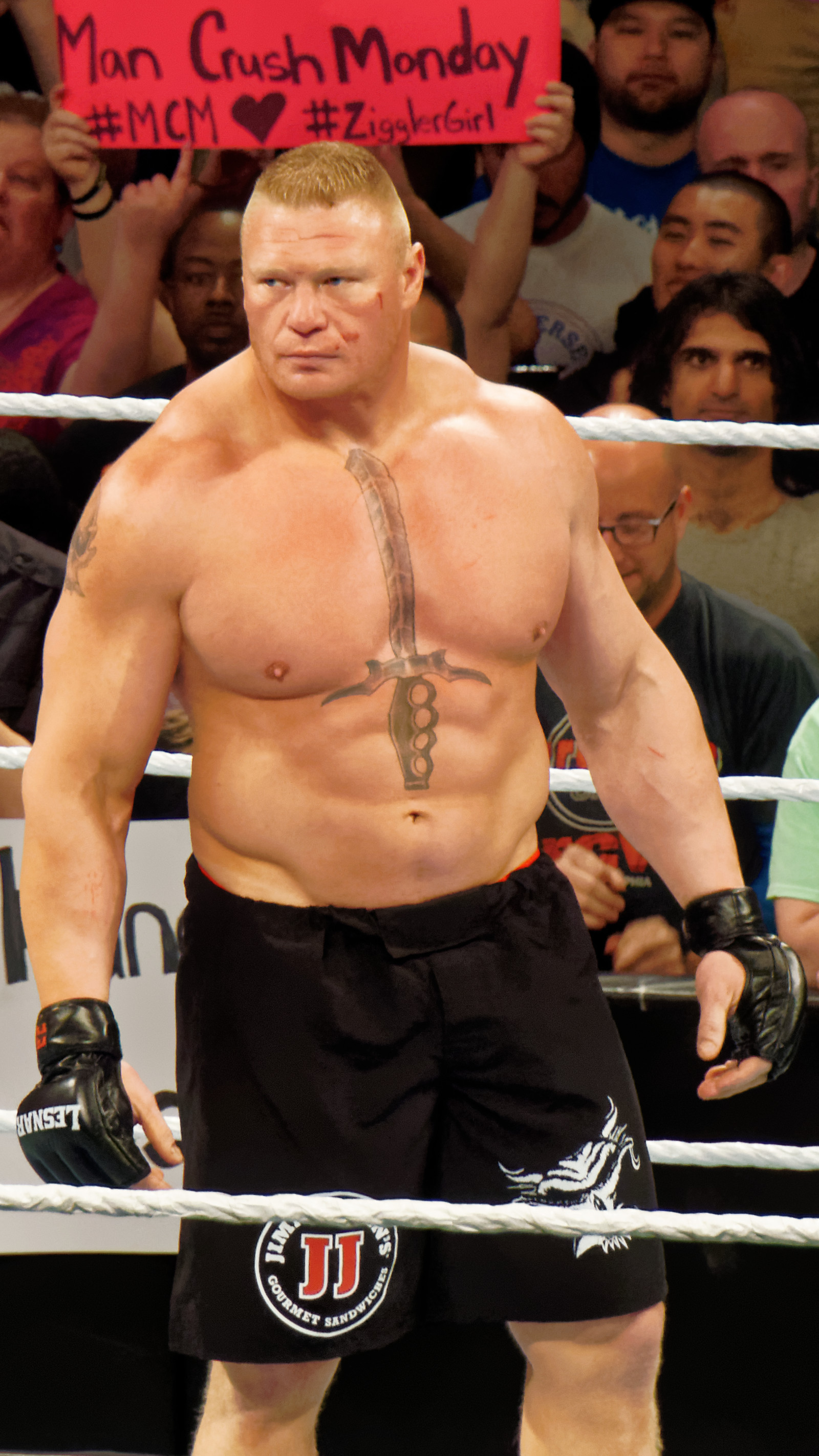
Brock Lesnar ruppe la streak di The Undertaker a Wrestlemania XXX.

Nel 2013 Daniel Bryan divenne uno dei wrestler più popolari della compagnia. In diverse occasioni, i fan avrebbero iniziato a sabotare segmenti in cui Bryan non era coinvolto, o coinvolto solo secondariamente, con il suo coro "Yes". La notte dopo la Royal Rumble del 2014, CM Punk lasciò la WWE per essersi sentito maltrattato dai dirigenti all'interno dell'azienda, mentre si occupava anche di un'infezione da stafilococco mal diagnosticata. Nel frattempo, l'indignazione dei fan per l'uso improprio del personaggio di Bryan portò a un cambiamento non pianificato dell'incontro principale di WrestleMania XXX. Nella puntata di Raw del 24 marzo 2014 Triple H ribattezzò questo periodo "Era Reality", riconoscendo apertamente la grande influenza ormai esercitata nelle scelte della WWE sia dalla comunità di Internet sia dagli stessi fan. Bryan alla fine sarebbe stato inserito nell'incontro principale di WrestleMania, sconfiggendo Randy Orton e Batista in un triple threat match acclamato dalla critica, conquistando il WWE World Heavyweight Championship. Sempre a WrestleMania XXX, The Undertaker è stato sconfitto per la prima volta all'evento da Brock Lesnar, dopo 21 vittorie consecutive risalenti al 1991. Lesnar avrebbe poi sconfitto John Cena a SummerSlam per vincere il WWE World Heavyweight Championship. Questa è stata vista come la fine del ruolo di Cena come volto della WWE, un ruolo che Cena aveva ricoperto dal 2005. Anche l'introduzione del WWE Network è stata un'importante svolta durante questo periodo: si tratta di un servizio di video trasmissione continua gestito dalla WWE stessa che mette a disposizione degli utenti un'enorme quantità di prodotti e che debuttò ufficialmente il 24 febbraio seguente negli Stati Uniti e nei successivi in molti altri Paesi in tutto il mondo, tra cui l'Italia, il 13 gennaio 2015. Il 16 agosto 2014 Vince McMahon pubblicò sul proprio profilo Twitter le foto sulla inaugurazione del nuovo logo della WWE, precedentemente usato solo come logo del WWE Network. Lo stesso Triple H riconobbe come la stragrande maggioranza dei fan fosse ormai a conoscenza della natura predeterminata del prodotto offerto e dell'esistenza della realtà dietro le quinte. 
Di enorme rilevanza fu anche il cambiamento avvenuto riguardo agli stessi atleti entrati nella federazione. Soprattutto per scelta di Triple H arrivarono in questo periodo alcuni tra i più importanti atleti di altre federazioni come AJ Styles, Austin Aries, Bobby Roode, Eric Young, Finn Bálor, Johnny Gargano, Kassius Ohno, Kevin Owens, Samoa Joe, Seth Rollins e Tommaso Ciampa. Altro cambiamento epocale fu quello della divisione femminile, che portò ad accantonare l'immagine delle atlete donna, fino ad allora note come Divas, per concentrarsi sulle capacità tecniche di atlete come Asuka, Bayley, Becky Lynch, Charlotte Flair e Sasha Banks.

#### New Era (2016–presente)

##### Ritorno alla Brand Extension (2016–2020)

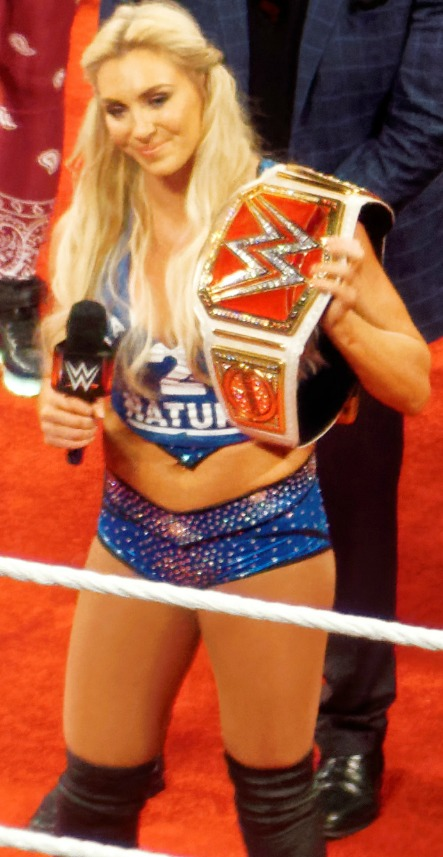
Charlotte Flair ha fatto la storia nel 2016 essendo la prima donna a partecipare al main event di un pay per view della WWE (insieme a Sasha Banks) ed è stata la superstar femminile simbolo della New era, che è considerata come l'era della rivoluzione femminile in WWE. A WrestleMania 34 nel 2018, Charlotte ha posto fine ai 914 giorni di imbattibilità di Asuka

Attraverso il proprio sito il 25 maggio 2016 venne annunciato che a partire dal 19 luglio seguente SmackDown sarebbe passato dal venerdì al martedì e andato in onda in diretta con il nome di SmackDown Live, oltre all'annuncio di una nuova Brand extension con conseguente selezione degli atleti da parte dei nuovi general manager delle rispettivi roster (kayfabe). In virtù di questo fatto il 27 giugno successivo, il WWE World Heavyweight Championship fu rinominato WWE Championship e assegnato a SmackDown mentre per Raw fu annunciato un nuovo titolo mondiale, il WWE Universal Championship, che fece la sua prima comparsa a SummerSlam. Il primo a conquistare il titolo universale fu Finn Bálor, che nella puntata di Raw del 25 luglio sconfisse Cesaro, Kevin Owens e Rusev in un Fatal 4-way match e successivamente batté Roman Reigns, guadagnando l'accesso all'incontro valido per il nuovo titolo contro Seth Rollins il 21 agosto 2016 a SummerSlam.
Durante la puntata di Raw dell'11 luglio 2016 Vince McMahon nominò la figlia Stephanie McMahon, Commissioner di Raw e suo figlio Shane McMahon, Commissioner di SmackDown. Nella puntata di Raw successiva furono invece presentati i nuovi general manager, Mick Foley per Raw e Daniel Bryan per SmackDown. Attraverso un comunicato sul proprio sito il 22 luglio 2016 la WWE presentò i nuovi loghi di Raw e SmackDown a indicare il cambiamento avvenuto all'interno della federazione.
Nella puntata di SmackDown Live del 23 agosto 2016 vennero presentati i nuovi titoli esclusivi di SmackDown, ovvero lo SmackDown Women's Championship e lo SmackDown Tag Team Championship, entrambi assegnati l'11 settembre seguente a Backlash, dove Becky Lynch divenne la prima campionessa femminile e Heath Slater e Rhyno divennero i primi campioni di coppia. Inoltre nell'ottobre 2016 per la prima volta nella storia della WWE il main event di un pay-per-view ebbe come protagonista la categoria femminile con un Hell in a Cell match tra Charlotte Flair e Sasha Banks nell'omonimo evento per il Raw Women's Championship, introdotto a WrestleMania 32 come WWE Women's Championship. Le donne iniziarono a partecipare a match che, prima di allora, erano solo maschili, come il Money in the Bank, la Royal Rumble ed Elimination Chamber. Il 28 ottobre 2018, la WWE ha tenuto il suo primo pay per view tutto al femminile, Evolution, che ha visto un last man standing tra Becky Lynch e Charlotte Flair, vinto dalla prima. Da questo punto in poi, Becky Lynch ha iniziato a chiamarsi "The Man", diventando una delle star più popolari. La divisione femminile raggiunse il suo apice a WrestleMania 35, dove la campionessa femminile di SmackDown Charlotte Flair, la campionessa femminile di Raw Ronda Rousey (pluripremiata atleta UFC che aveva debuttato l'anno precedente a WrestleMania 34) e la vincitrice della Royal Rumble Becky Lynch combatterono per i titoli femminili di Raw e SmackDown nel primo main event tutto al femminile nella storia di WrestleMania, vinto dalla Lynch schienando la Rousey.
In un altro evento degno di nota avvenuto a WrestleMania 35, Kofi Kingston divenne il primo WWE Champion nato in Africa sconfiggendo Daniel Bryan.
Nel 2017 la WWE avrebbe anche lanciato Braun Strowman come una delle più grandi superstar della compagnia dopo aver attaccato e ferito Roman Reigns durante un'intervista a Raw. Strowman ha continuato a battere altri lottatori del roster e ha ottenuto una vittoria decisiva su Reigns a Payback il 30 aprile 2017. John Cena divenne in questo periodo un part-timer, perdendo contro Roman Reigns in quello che è considerato un "passaggio della torcia" a No Mercy 2017. Anche il New Day registrò anche un notevole successo, diventando otto volte campioni di tag team. Il New Day e lo Shield si affrontarono a Survivor Series in un match vinto dallo Shield. Il membro dello Shield Dean Ambrose lasciò la WWE nel 2019.

##### Pandemia di COVID-19 e assenza del pubblico (2020–2021)
In seguito alla pandemia di COVID-19, scoppiata negli Stati Uniti attorno al mese di marzo del 2020, la WWE ha iniziato a registrare e mettere in scena i suoi prodotti dal WWE Performance Center e dalla Full Sale University di Orlando in Florida, senza pubblico e con il solo personale necessario al regolare svolgimento delle operazioni. Lo stesso destino toccherà anche all'evento più importante della compagnia, ovverosia WrestleMania 36: inizialmente pensata per il grande Raymond James Stadium di Tampa, la kermesse venne registrata a porte chiuse al Performance Center tra il 25 ed il 26 di marzo 2020, e proposta sul WWE Network ed in Pay-Per-View il 4 ed il 5 aprile, per la prima volta spalmata in due serate.
Nelle settimane successive non mancarono le polemiche, soprattutto perché il contatto fisico (alla base della disciplina) poteva essere un veicolo preferenziale per il proliferare del SARS-CoV-2; tuttavia la WWE, forse anche per non lasciare il monopolio periodico alla All Elite Wrestling (anch'essa si stava muovendo allo stesso modo), continuò le trasmissioni dei suoi eventi. Venne addirittura inserita tre le attività essenziali dallo Stato della Florida, suscitando non poche perplessità.
Tuttavia, la crisi economica si fece sentire: durante la serata del 15 aprile 2020 (fuso orario italiano), molte superstar della federazione vennero licenziate, sostanzialmente per risparmiare sul monte ingaggi; tra i nomi di spicco figurano quelli di Kurt Angle, Rusev, Luke Gallows, Karl Anderson e dello storico arbitro Mike Chioda, oltre che ad altri veterani come Zack Ryder, Heath Slater ed altre personalità sia on-screen che off-screen. Molti di loro, nei mesi successivi, si accaseranno presso le altre due maggiori compagnie, ossia la già citata All Elite Wrestling e Impact Wrestling, criticando aspramente la compagnia di Stamfod. Durante Money in the Bank, la WWE iniziò a pubblicizzare il PPV per il mese successivo, Backlash. Nei mesi successivi, la federazione si stabilizza al Performance Center, dove svolge regolarmente sessioni di tapings di Raw, di SmackDown e dei relativi PPV, mentre la produzione di NXT (con i relativi eventi speciali) rimane salda alla Full Sale University. Nonostante alcuni contagi, gli show proseguono regolarmente, e la WWE ha migliorato la resa scenica del prodotto con inquadrature ad hoc e con la presenza dei giovani prospetti che si allenano al PC a fare da pubblico, dietro a schermi di plexiglas con distanziamento sociale e mascherine. Inoltre, a partire da WrestleMania, si è consolidata la prassi di inscenare match cinematografici, potendosi avvalere della post-produzione, grazie al fatto che la maggior parte degli show non sono in diretta.
A partire dal week-end di SummerSlam, la WWE è tornata ad emanare in diretta gli show del main roster dall'Amway Center di Orlando, con il pubblico virtuale collegato con microfono e videocamera da casa, sistemato a platea, sulla falsariga di quanto già accaduto in NBA. Questa esperienza è stata battezzata dalla federazione WWE ThunderDome, e punta a restituire l'esperienza del pubblico live, seppur simulata e aiutata da tifo registrato e laser. La produzione della federazione non si ferma per tutto l'anno, proponendo regolarmente tutti gli show settimanali e gli eventi speciali. Dal mese di dicembre, in concomitanza con l'avvio della stagione 2020/2021 di pallacanestro, il WWE ThunderDome si è spostato al Tropicana Field di Saint Petersburg (Florida), mentre il roster di NXT svolge le attività al Performance Center di Orlando, in un'area tutta nuova denominata Capitol Wrestling Center (CWC), che mischia l'esperienza virtuale con il ritorno del pubblico reale, seppur in quantità chiaramente ridotte.
Nonostante i primi PPV del 2021 si siano svolti al Thunderdome, la WWE ha annunciato che WrestleMania 37 si sarebbe svolta il 10 e l'11 aprile, al Raymond James Stadium di Tampa, che avrebbe dovuto ospitare la precedente edizione della kermesse, ancora in due serate. Per la prima volta da oltre un anno sarebbe tornato il pubblico in diretta.

##### Il passaggio a Peacock e il ritorno del pubblico nelle arene (2021)
Sempre in questo periodo, la WWE ha annunciato che il WWE Network negli Stati Uniti sarebbe stato distribuito in esclusiva da Peacock il 18 marzo 2021 (prima di Fastlane e WrestleMania 37). La fusione tra WWE Network e Peacock non ha influito sul servizio al di fuori degli Stati Uniti.
A partire dal luglio del 2021, con il PPV Money in the Bank, la WWE è tornata a tenere eventi fuori dallo stato della Florida e con il pubblico dal vivo, senza particolari restrizioni. Se si esclude la già citata (ed unica) esperienza di WrestleMania 37, l'ultimo grande evento di questo tipo era stato Elimination Chamber 2020, svolto nel febbraio dell'anno prima. Contestualmente, riprendono anche i live event negli Stati Uniti, e addirittura la federazione è tornata a svolgere, dopo più di un anno di pausa, un PPV in Arabia Saudita, l'edizione di quell'anno di Elimination Chamber.

##### Cambio di leadership (2022–2023)
Il 17 giugno 2022 Vince McMahon ha lasciato i propri incarichi di amministratore delegato e presidente del consiglio d’amministrazione a causa di indagini su un presunto pagamento da parte di McMahon a un'ex dipendente per nascondere una relazione. I ruoli lasciati vacanti da McMahon sono passati ad interim alla figlia Stephanie. Il 22 luglio 2022, Vince McMahon ha annunciato ufficialmente il suo ritiro su Twitter, affermando "A 77 anni è il momento per me di andare in pensione. Grazie WWE, per me è stato un privilegio". Dopo l'annuncio, Stephanie McMahon è stata nominata presidente del consiglio di amministrazione e co-amministratore delegato insieme a Nick Khan. Triple H riprenderà la sua posizione di vicepresidente esecutivo, dopo una breve pausa all'inizio dell'anno, e sarà anche a capo del team creativo.. 

##### Vendita a Endevor (2023)
Nel gennaio 2023 Vince McMahon annunciò l'intenzione di tornare nella compagnia in vista delle trattative per il rinnovo dei diritti televisivi. I precedenti accordi che la compagnia aveva stipulato con Fox e USA Network sarebbero infatti scaduti nel 2024.. Il 10 gennaio 2023 Stephanie McMahon si dimise dal ruolo di presidente e co-CEO, e lo stesso giorno Vince McMahon assunse il ruolo di presidente esecutivo, mentre Nick Khan diventò l'unico CEO della società. Nello stesso mese JPMorgan Chase venne ingaggiata per gestire una possibile vendita della società, con pretendenti che si vociferava fossero Fox e Comcast, The Walt Disney Company (proprietaria di ESPN), Warner Bros. Discovery, Netflix, Amazon, Endeavor, Liberty Media, Creative Artists Agency e il Fondo di investimento pubblico dell'Arabia Saudita.
Il 3 aprile 2023, durante WrestleMania 39, la WWE raggiunse un accordo con Endeavor per il quale la WWE si sarebbe fusa con la UFC per formare una nuova compagnia, TKO Group Holdings, che sarebbe stata quotata alla borsa di New York. Endeavor avrebbe acquistato il 51% di "TKO", mentre l'insieme degli azionisti della WWE avrebbero mantenuto il 49%,valutando la WWE a 9,1 miliardi di dollari. L'ufficialità della avvenuta fusione avvenne il 12 settembre 2023.

## Titoli
Statistiche aggiornate al 7 agosto 2025.

### Raw
| Titolo                                    | Campione/i               | Data           | Evento            | Note    |
| ----------------------------------------- | ------------------------ | -------------- | ----------------- | ------- |
| World Heavyweight Championship            | Seth Rollins             | 3 agosto 2025  | Summerslam 2025   | [ 185 ] |
| Women's World Championship                | Naomi                    | 13 luglio 2025 | Evolution         | [ 186 ] |
| WWE Intercontinental Championship         | Dominik Mysterio         | 20 aprile 2025 | WrestleMania 41   | [ 187 ] |
| WWE Women's Intercontinental Championship | Becky Lynch              | 7 giugno 2025  | Money in the Bank | [ 188 ] |
| World Tag Team Championship               | Finn Bálor e JD McDonagh | 30 giugno 2025 | Raw               | [ 189 ] |

### SmackDown
| Titolo                                 | Campione/i                                | Data           | Evento             | Note    |
| -------------------------------------- | ----------------------------------------- | -------------- | ------------------ | ------- |
| WWE Championship                       | Cody Rhodes                               | 3 agosto 2025  | SummerSlam         | [ 190 ] |
| WWE Women's Championship               | Tiffany Stratton                          | 3 gennaio 2025 | SmackDown          | [ 191 ] |
| WWE United States Championship         | Solo Sikoa                                | 28 giugno 2025 | Night of Champions | [ 192 ] |
| WWE Women's United States Championship | Giulia                                    | 27 giugno 2025 | SmackDown          | [ 193 ] |
| WWE Tag Team Championship              | The Wyatt Sicks (Dexter Lumis e Joe Gacy) | 11 luglio 2025 | SmackDown          | [ 194 ] |

### Titoli interbrand
| Titolo                            | Campione/i                    | Roster     | Data           | Evento    | Note    |
| --------------------------------- | ----------------------------- | ---------- | -------------- | --------- | ------- |
| WWE Women's Tag Team Championship | Charlotte Flair e Alexa Bliss | SummerSlam | 2 agosto 2025  | SmackDown | [ 195 ] |
| WWE Speed Championship            | El Grande Americano           | Raw        | 7 maggio 2025  | Speed     | [ 196 ] |
| WWE Women's Speed Championship    | Sol Ruca                      | NXT        | 16 aprile 2025 | Speed     | [ 197 ] |

### NXT
| Titolo                                  | Campione/i                | Data           | Evento              | Note    |
| --------------------------------------- | ------------------------- | -------------- | ------------------- | ------- |
| NXT Championship                        | Oba Femi                  | 7 gennaio 2025 | NXT New Year's Evil | [ 198 ] |
| NXT Women's Championship                | Jacy Jayne                | 11 marzo 2025  | NXT                 | [ 199 ] |
| NXT North American Championship         | Ethan Page                | 1° aprile 2025 | NXT                 | [ 200 ] |
| NXT Women's North American Championship | Sol Ruca                  | 18 aprile 2025 | NXT Stand & Deliver | [ 201 ] |
| NXT Heritage Cup                        | Channing "Stacks" Lorenzo | 24 giugno 2025 | NXT                 | [ 202 ] |
| NXT Tag Team Championship               | Hank Walker Tank Ledger   | 19 aprile 2025 | NXT Stand & Deliver | [ 203 ] |

### Titoli non più in uso
- WWE Women's Championship (1956–2010)
- WWWF United States Tag Team Championship (1958–1967)
- WWF International Heavyweight Championship (1959–1984)
- WWWF United States Heavyweight Championship (1963–1976)
- WWF Junior Heavyweight Championship (1967–1985)
- WWF International Tag Team Championship (1969–1985)
- World Tag Team Championship (1971–2010)
- WWF World Martial Arts Heavyweight Championship (1978–1989)
- WWF North American Championship (1979–1981)
- WWF Women's Tag Team Championship (1983–1989)
- WWF Canadian Championship (1985–1986)
- WWF Intercontinental Tag Team Championship (1991)
- WWE European Championship (1997–2002)
- WWF Light Heavyweight Championship (1997–2001)
- WWE Hardcore Championship (1998–2002)
- WCW Tag Team Championship (2001)
- WCW World Championship (2001)
- WWE Cruiserweight Championship (2001–2007)
- World Heavyweight Championship (2002–2013)
- ECW Championship (2006–2010)
- WWE Divas Championship (2008–2016)
- WWE Universal Championship (2016-2024)
- NXT Cruiserweight Championship (2016–2022)
- NXT United Kingdom Championship (2017–2022)
- NXT UK Women's Championship (2018–2022)
- NXT UK Tag Team Championship (2019–2022)
- WWE 24/7 Championship (2019–2022)
- NXT Women's Tag Team Championship (2021–2023)

Titoli non ufficiali
- Million Dollar Championship (1989–1991; 1995; 2010; 2021)

## Roster
La WWE firma la maggior parte dei suoi atleti con contratti esclusivi, il che significa che l'atleta può apparire o esibirsi solo nella programmazione e negli eventi della WWE. Non sono autorizzati ad apparire o esibirsi per un'altra promozione a meno che non vengano presi accordi speciali in anticipo. La WWE mantiene strettamente privati lo stipendio, la durata del lavoro, i benefici e tutti gli altri dettagli del contratto di tutti i lottatori.
A partire dal marzo 2002, in seguito all'acquisizione della World Championship Wrestling il 23 marzo 2001 e della Extreme Championship Wrestling nel 2003, la WWE ha istituito una divisione del proprio parco atleti, formando essenzialmente due roster separati (Raw e SmackDown), a cui nel 2006 se ne è aggiunta una terza (ECW) dopo la rinascita della ECW portata avanti dalla WWE sino al 2010. Il programma televisivo ECW fu cancellato nel 2010 in favore di un reality show chiamato NXT. La prima divisione si è conclusa nell'agosto 2011, quando la WWE lanciò il Raw SuperShow, permettendo agli atleti di apparire in qualunque programma televisivo e ponendo di fatto fine alla separazione dei roster. Ciò è durato fino al maggio 2016, quando la WWE ha annunciato l'intenzione di restaurare tale divisione e la rispettiva selezione degli atleti, che si svolse ogni anno con l'eccezione del 2003 fino all'aprile 2011, a partire dal luglio seguente, mese in cui SmackDown sarebbe andato in onda in diretta, proprio come Raw (che dalla puntata numero mille ha una durata di tre ore), ogni martedì sera con una durata di due ore e con il nome di SmackDown Live.
La WWE possiede un territorio di sviluppo chiamato NXT e una propria scuola-palestra di wrestling, il WWE Performance Center. Ha inoltre avuto diverse federazioni satellite, meglio conosciute come territori di sviluppo. Quelle più importanti furono la Deep South Wrestling, la Ohio Valley Wrestling e la Florida Championship Wrestling. Tra le altre si segnalano inoltre la Heartland Wrestling Association, la International Wrestling Association (IWA) di Porto Rico, la Memphis Championship Wrestling e la Ultimate Pro Wrestling. Nel 2015 la WWE inizia a collaborare con la federazione indipendente EVOLVE Wrestling, con la possibilità di acquisire i loro atleti per farli esibire a NXT ed eventualmente anche nel main roster.

## Dirigenza

### Consiglio di amministrazione
- Nick Khan, CEO[237]
- Basil DeVito, consulente per la strategia dell'attività commerciale[238][239]
- David Kenin, vicepresidente esecutivo della programmazione Hallmark Channel[239][237]
- Frank A. Riddick II, consulente di TowerBrook Capital Partners[238]
- Jeffrey R. Speed, vicepresidente esecutivo e direttore finanziario della Six Flags[238]
- Joseph Perkins, presidente della Communications Consultants[239][237]
- Dwayne Johnson, membro del consiglio di amministrazione[240]

### Comitato esecutivo
- George Barrios, direttore finanziario[239][237]
- Paul Levesque, vicepresidente esecutivo per le relazioni con il personale, gli house show e il creative team[239][237]
- Kevin Dunn, vicepresidente della produzione televisiva[241]
- Michelle D. Wilson, vicepresidente esecutivo marketing[242]

## Oltre il wrestling
Oltre a concedere licenze a compagnie come Acclaim, 2K e Mattel per la produzione di videogiochi e action figure, la WWE ha allargato la sua area d'interesse creando delle aziende sussidiarie non strettamente correlate al mondo del wrestling, tra cui:
- WWE Films: sussidiaria della WWE nata nel 2002 per creare e sviluppare lungometraggi, precedentemente chiamata WWE Studios.
- WWE Niagara Falls: stabilimento di vendita al dettaglio e intrattenimento localizzato a Niagara Falls, Ontario e di proprietà della WWE. Chiuso nel 2011.
- The World, prima conosciuto come WWF New York, un ristorante, club notturno e negozio di memorabilia a New York. Chiuso nel 2004.
- WWE Music Group: sussidiaria specializzata nella produzione di album con le musiche d'entrata degli atleti della WWE. L'azienda produce anche canzoni eseguite dai wrestler stessi.
- WWE Home video: sussidiaria specializzata nella distribuzione di copie in VHS, DVD e dischi Blu-ray di eventi a pagamento della WWE, raccolte di incontri dei lottatori e biografie di questi ultimi.
- WWE Books: sussidiaria col compito di pubblicare autobiografie di personalità della WWE, guide sul dietro le quinte della WWE, libri illustrati, calendari, libri per giovani e altro.
- WWE Kids: un sito e una serie a fumetti indirizzata al mercato dei giovanissimi prodotti bimensilmente dal 15 aprile 2008.
- WWE Performance Center: un centro professionale di allenamento per atleti situato a Orlando e aperto l'11 luglio 2013.[243]

## Programmazione televisiva

### Programmi televisivi settimanali
| Nome                   | Giorno  |
| ---------------------- | ------- |
| Raw                    | Lunedì  |
| NXT                    | Martedì |
| Main Event             | Giovedì |
| SmackDown NXT Level Up | Venerdì |

### Rubriche settimanali
| Nome             |
| ---------------- |
| Afterburn        |
| Bottom Line      |
| Experience       |
| This Week in WWE |
| WWE Vintage      |

Afterburn, Bottom Line, Experience e This Week on WWE sono rubriche che riassumono cosa è successo nei programmi televisivi durante la settimana mentre WWE Vintage è una rubrica nella quale vengono proposti gli incontri passati alla storia.

### Pay-per-view
La WWE produce eventi in pay-per-view a cadenza mensile. Gli unici fissi sono i cosiddetti "Big Four", ovvero Royal Rumble (gennaio), WrestleMania (marzo o aprile), Summerslam (agosto) e Survivor Series (novembre). Gli altri variano a seconda di esigenze organizzative o di storyline.

### Pay-per-view non più attivi
| Nome                             | Anno/i attivo/i      | Note |
| -------------------------------- | -------------------- | --- |
| The Wrestling Classic            | 1985                 | |
| This Tuesday in Texas            | 1991                 | |
| King of the Ring                 | 1993–2002            | Occasionalmente il torneo viene organizzato in uno o in entrambi dei programmi televisivi principali |
| In Your House                    | 1995–1999            | Si trattava di una serie di eventi a pagamento che venivano prodotti in quei momenti dell'anno nei quali non andava in onda nessuno dei quattro eventi principali della WWF. A partire dal maggio 1999 ogni evento ha assunto un proprio nome, e di conseguenza il nome e la dicitura In Your House sono stati eliminati |
| Over the Edge                    | 1998–1999            | Eliminato dopo la morte di Owen Hart nell'edizione 1999 |
| Fully Loaded                     | 1998–2000            | |
| Invasion                         | 2001                 | L'evento nacque esclusivamente per enfatizzare la faida tra la WWF e l'Alliance |
| One Night Stand                  | 2005–2008            | L'evento nacque per rendere tributo alla defunta Extreme Championship Wrestling, acquistata pochi anni prima dalla WWE |
| December to Dismember            | 2006                 | |
| Bad Blood                        | 1997; 2003–2004      | |
| New Year's Revolution            | 2005–2007            | |
| Unforgiven                       | 1998–2008            | |
| No Way Out                       | 1998–2009; 2012      | |
| Taboo Tuesday/Cyber Sunday       | 2004–2008            | Chiamato Taboo Tuesday fra il 2004 e 2005 e Cyber Sunday fra 2006 e 2008, era l'unico evento dove gli spettatori potevano decidere via internet le stipulazioni dei match e altro ancora |
| Armageddon                       | 1999–2000; 2002–2008 | L'edizione del 2001 non venne realizzata a causa degli attentati dell'11 settembre 2001 e della guerra in Afghanistan poiché il nome dell'evento era un riferimento troppo esplicito alla guerra |
| Judgment Day                     | 1998; 2000–2009      | |
| Vengeance                        | 2001–2007; 2011      | Nel 2007 l'evento prese il nome di Night of Champions, ma nel 2011 furono organizzati entrambi |
| The Great American Bash/The Bash | 2004–2009            | L'ultima edizione di questo evento è stata chiamata The Bash |
| Breaking Point                   | 2009                 | La particolarità di questo evento, il cui nome fu scelto dai fan, era quella di proporre la stipulazione che gli incontri principali dovevano concludersi per sottomissione |
| Bragging Rights                  | 2009–2010            | Evento realizzato per decretare il roster dominante della WWE |
| Fatal 4-Way                      | 2010                 | Un evento in cui la maggior parte degli incontri erano a quattro uomini o donne |
| Capitol Punishment               | 2011                 | |
| Over the Limit                   | 2010–2012            | |
| Roadblock: End of the Line       | 2016                 | |
| Great Balls of Fire              | 2017                 | |
| Battleground                     | 2013–2017            | |
| No Mercy                         | 1999–2008; 2016–2017 | |
| Evolution                        | 2018                 | Un evento che presentava esclusivamente incontri femminili |
| Stomping Grounds                 | 2019                 | |
| TLC: Tables, Ladders & Chairs    | 2009–2020            | |
| Clash of Champions               | 2016–2017; 2019–2020 | |
| Day 1                            | 2022                 | |

### Pay-per-view internazionali
| Nome                  | Anno/i Attivo/i | Note |
| --------------------- | --------------- | --- |
| One Night Only        | 1997            | L'evento si tenne nel Regno Unito e fu disponibile solo in Europa e Canada                                                          |
| Capital Carnage       | 1998            | L'evento si tenne nel Regno Unito a dicembre                                                                                        |
| No Mercy              | 1999            | L'evento si tenne nel Regno Unito a maggio Un altro evento a pagamento chiamato No Mercy fu tenuto lo stesso anno negli Stati Uniti |
| Rebellion             | 1999–2002       | L'evento si tenne nel Regno Unito in ottobre nel 1999 e 2002, a novembre nel 2001 e a dicembre nel 2000                             |
| Insurrextion          | 2000–2003       | L'evento si tenne nel Regno Unito nel maggio fra il 2000 e il 2002 e nel giugno nel 2003                                            |
| The Beast in the East | 2015            | L'evento si tenne in Giappone nel 2015                                                                                              |
| Greatest Royal Rumble | 2018            | L'evento si tenne in Arabia Saudita il 27 aprile 2018                                                                               |
| Super ShowDown        | 2018–2020       | L'evento si tenne in Australia il 6 ottobre 2018, e successivamente in Arabia Saudita il 7 giugno 2019 e il 27 febbraio 2020        |
| Clash at the Castle   | 2022/2024       | L'evento si tenne in Galles il 3 settembre 2022 e in Scozia il 15 giugno 2024.                                                      |
| Bash in Berlin        | 2024            | L'evento si tenne in Germania il 31 agosto 2024.                                                                                    |

### Altri eventi

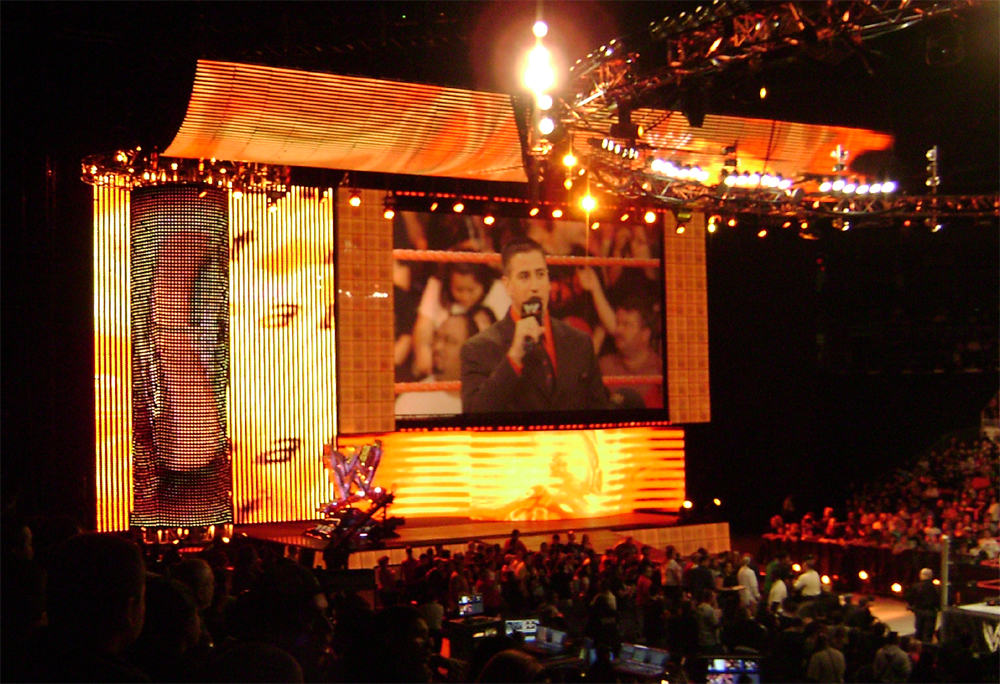
Il set in HDTV di Heat nel 2008

#### Programmi televisivi cancellati
- Saturday Night's Main Event (1985–1992, 2006–2008)
- The Main Event (1988–1991)
- Shotgun Saturday Night (1997–1999)
- Jakked/Metal (1999–2002)
- Sunday Night Heat (1998–2008)
- Velocity (2002–2006)
- ECW (2006–2010)
- Tough Enough (2001–2005; 2011; 2015)
- Superstars (2009–2016)
- 205 Live (2016–2022)
- NXT UK (2018–2022)

#### Altri eventi internazionali
- First WWF UK Event (1989)
- WWF at Royal Albert Hall (1991)
- UK Rampage (1991–1993)
- Mayhem in Manchester (1998)
- WWE Global Warning Tour (2002)

#### Altri programmi televisivi o eventi speciali
- Puntate speciali di Raw
- Puntate speciali di SmackDown
- WWE vs. ECW Head-to-Head